# Église Sainte-Marie-de-Nazareth de Venise
L'église Sainte-Marie-de-Nazareth ou église des Déchaussés (chiesa di Santa Maria di Nazareth ou chiesa degli Scalzi, en italien) est une église catholique de Venise, en Italie.

## Localisation
L'église est située dans le sestiere de Cannaregio.

## Historique
L'église et le couvent ont été construits en 1649 de l'œuvre du père carmélite déchaussé Agatangelo da Gesù e Maria, qui est venu à Venise en 1633 après avoir siégé temporairement avec ses compagnons dans un bâtiment à la Giudecca et à l'abbaye de Saint-Grégoire, près de la Salute.
L'église a été consacrée à Sainte Marie de Nazareth pour une image sacrée provenant de l'île éponyme (Lazzaretto Vecchio). En 1656, l'église fut démolie.
Reconstruite par Baldassare Longhena, elle fut consacrée en 1705, mais a subi une rénovation majeure entre 1853 et 1862 par le gouvernement autrichien.
Elle est surtout connue pour la fresque de Tiepolo détruite le 27 octobre 1915 par une bombe autrichienne et remplacée par une fresque de l'académicien Ettore Tito.
Les Carmélites Déchaussées ont été supprimées le 12 mai 1810, bien qu'un décret les avait unifiées au siège de San Giorgio in Alga.

## L'extérieur
La façade, financée par le patricien vénitien Girolamo Lion Cavazza, a été construite par Giuseppe Sardi, entre 1672 et 1680 . Le style est du baroque vénitien final. Elle est divisée en deux registres ponctués par deux colonnes. Les quatre statues de premier registre, la Vierge et l'Enfant placé dans le pignon, et sainte Catherine de Sienne dans l'alcôve à gauche de la Vierge sont de Bernardo Falconi. La niche de droite était occupée par une statue de saint Thomas d'Aquin également de Falconi.

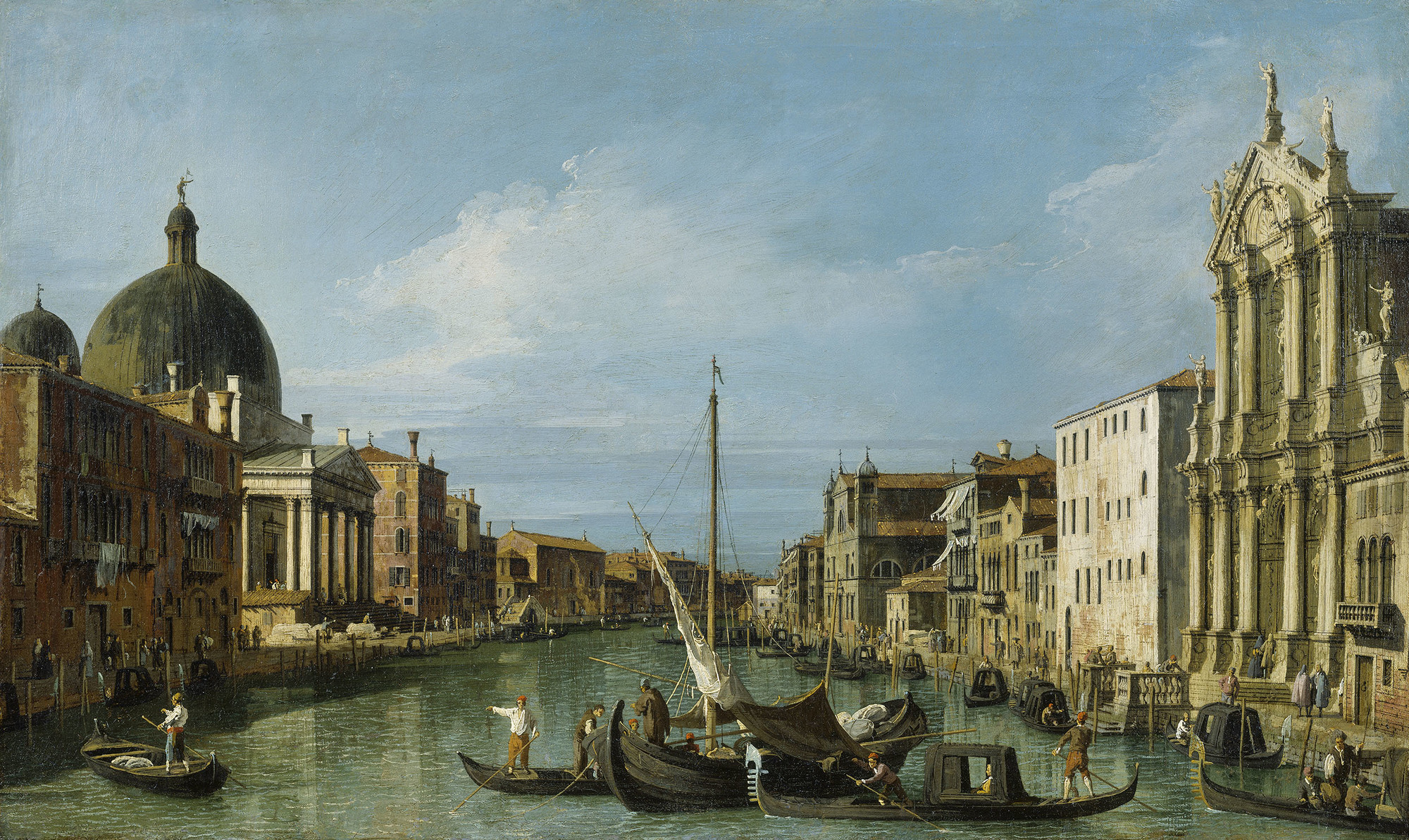
Le Grand Canal de Santa Maria di Nazareth à Santa Croce par Canaletto, 1738 Royal Collection
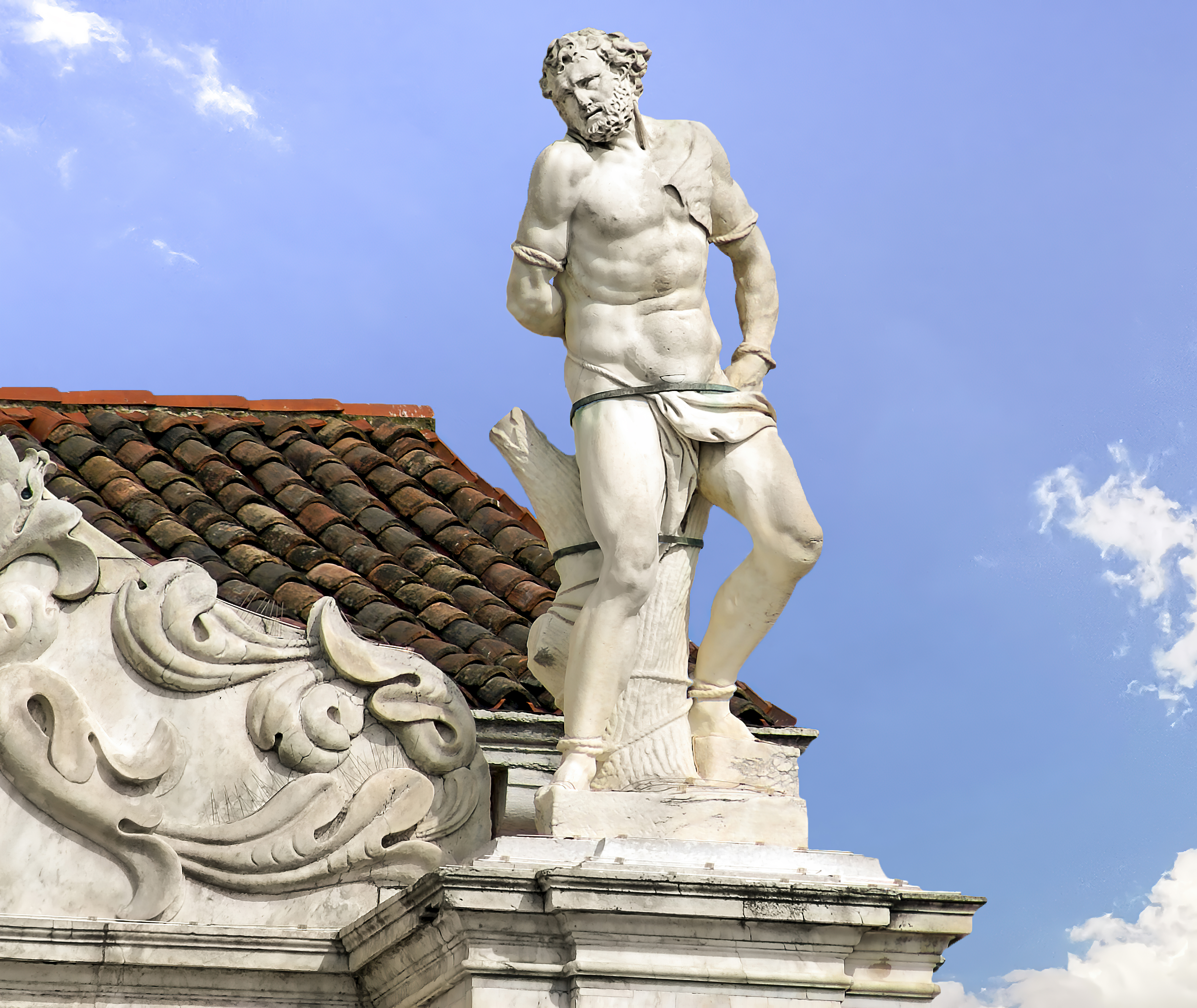
St Bathélemy par Bernardo Falconi
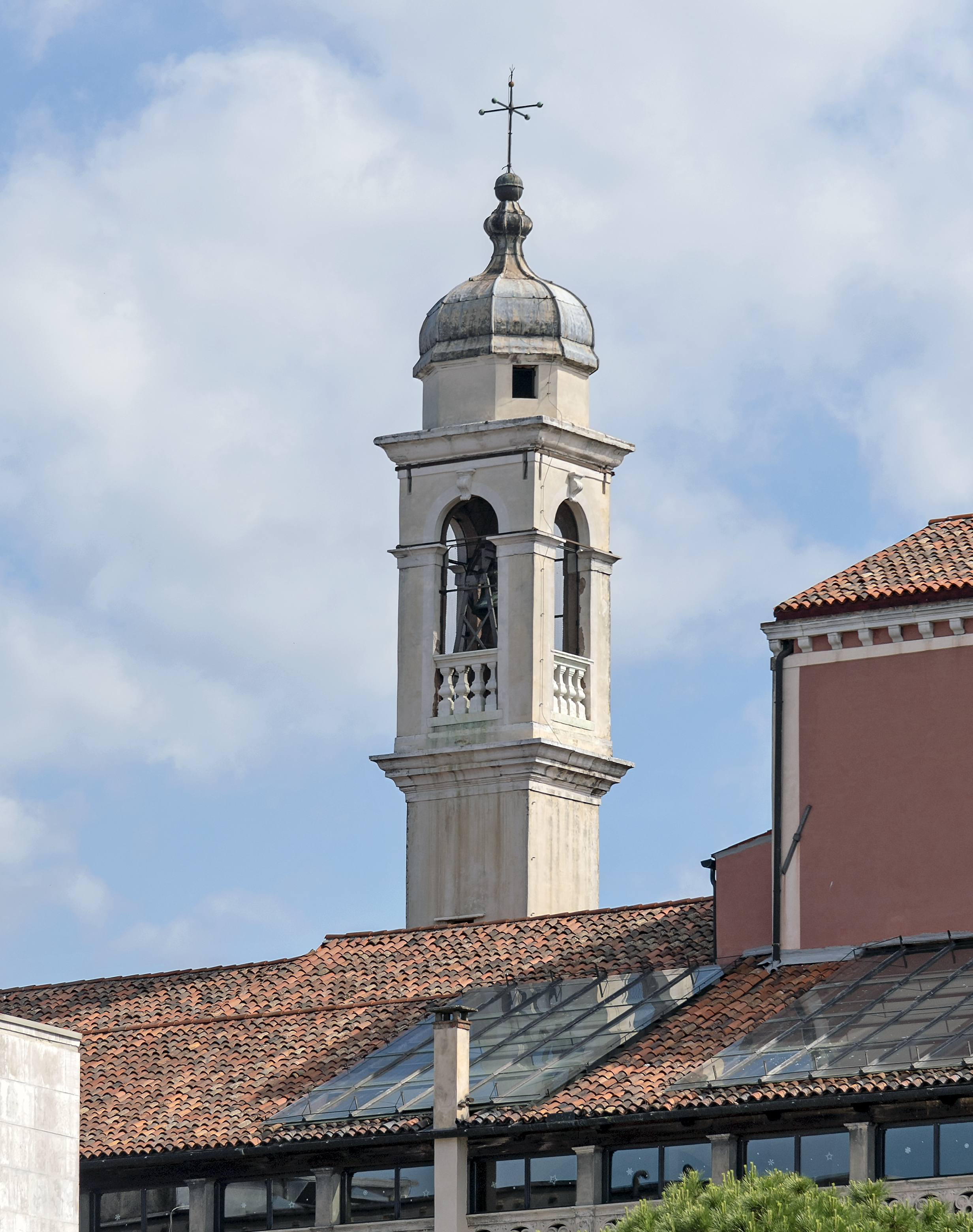
Le campanile

## L'intérieur
Elle se présente avec une nef unique, et deux chapelles latérales. Chacune étant elle-même flanquée de deux chapelles plus petites.
Après la nef triomphale, on entre dans le chœur, doté d'un dôme. Dans l'abside le chœur des moines. La chaire est décorée de bas-reliefs représentant les quatre évangélistes.
Aujourd'hui, elle est considérée comme un monument national. L’intérieur est richement décoré de marbres polychromes qui donnent un sentiment d'opulence.
Le 11 février 1723 Ferdinando II Gonzaga, cinquième et dernier prince de Castiglione, y a été enterré.

### Le plafond
La belle et harmonieuse conception architecturale de Longhena a donné une longue voûte peinte par Giambattista Tiepolo en 1743 qui avait représenté le Transport de la maison de Lorette. L’œuvre monumentale a été perdue par l'explosion d'une bombe autrichienne qui a détruit le toit de l'église dans la nuit du 27 octobre, 1915. De cette création colossale, vue comme l'une des plus imaginatives du génie de Tiepolo, sont conservés des esquisses aux Galeries de l'Académie de Venise et le fragment de deux encorbellements. Du plafond disparu de Giambattista Tiepolo, il subsiste deux études préparatoires partielles de 1743, la première conservée aux Galeries de l'Académie, la seconde au Getty Museum de Los Angeles. Il subsiste également une gouache de Mariano Fortuny, copie complète effectuée in situ par l’artiste espagnol en 1914, une photographie du plafond complet également réalisée en 1914 par James Anderson dont un certain nombre d’héliogravures. Il existe également un dessin reconstitutif complet d'un format de 103 x 70 cm d’après l'héliogravure (13cm x 17cm) de 1914, réalisée par le dessinateur français Olivier Maceratesi,. 
À la place de la fresque perdue, une œuvre du peintre vénitien peinte par Ettore Tito (1934) : La proclamation de la maternité de la Vierge au concile d’Éphèse. 

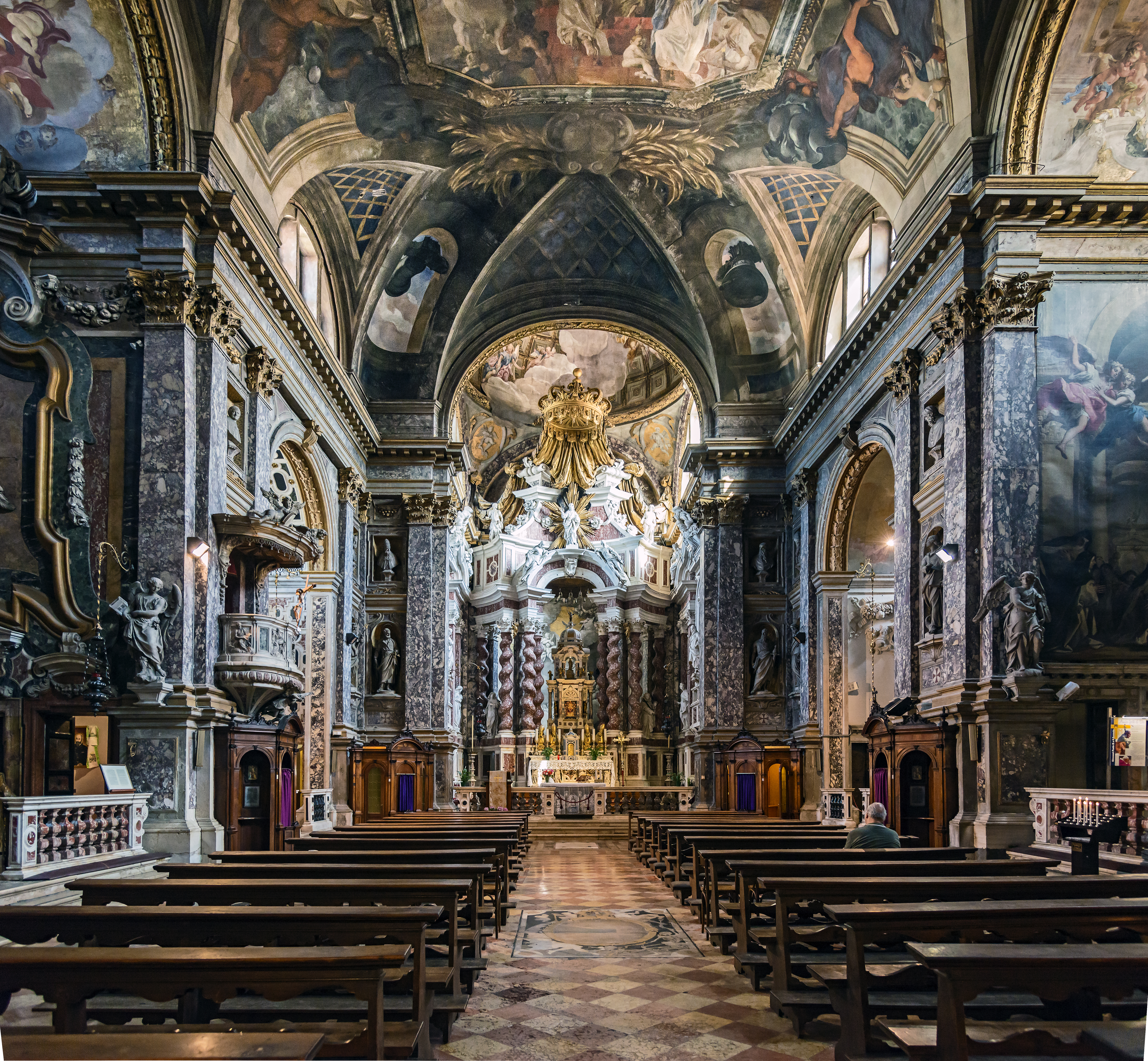
Vue de l'intérieur.
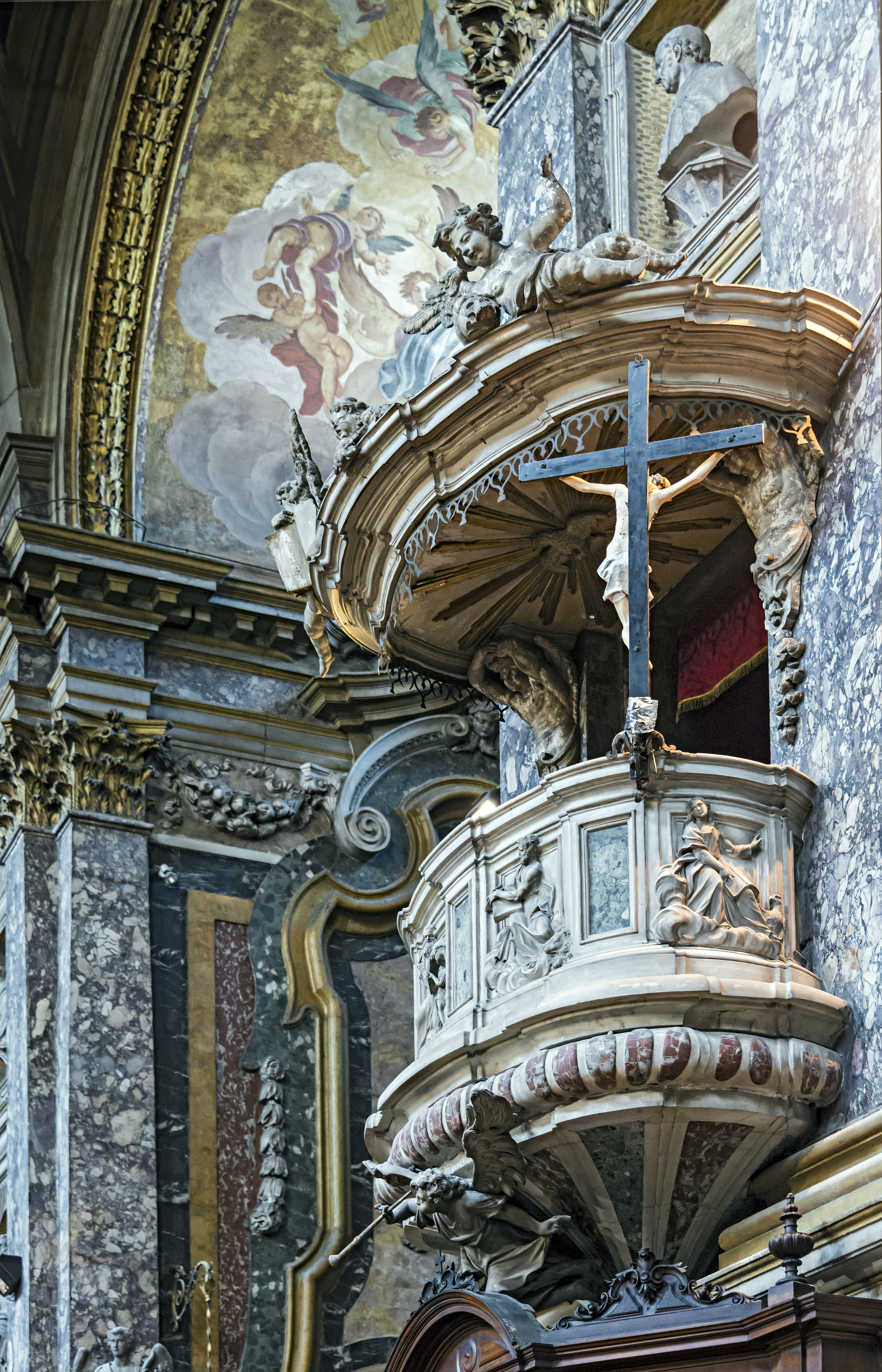
La chaire.
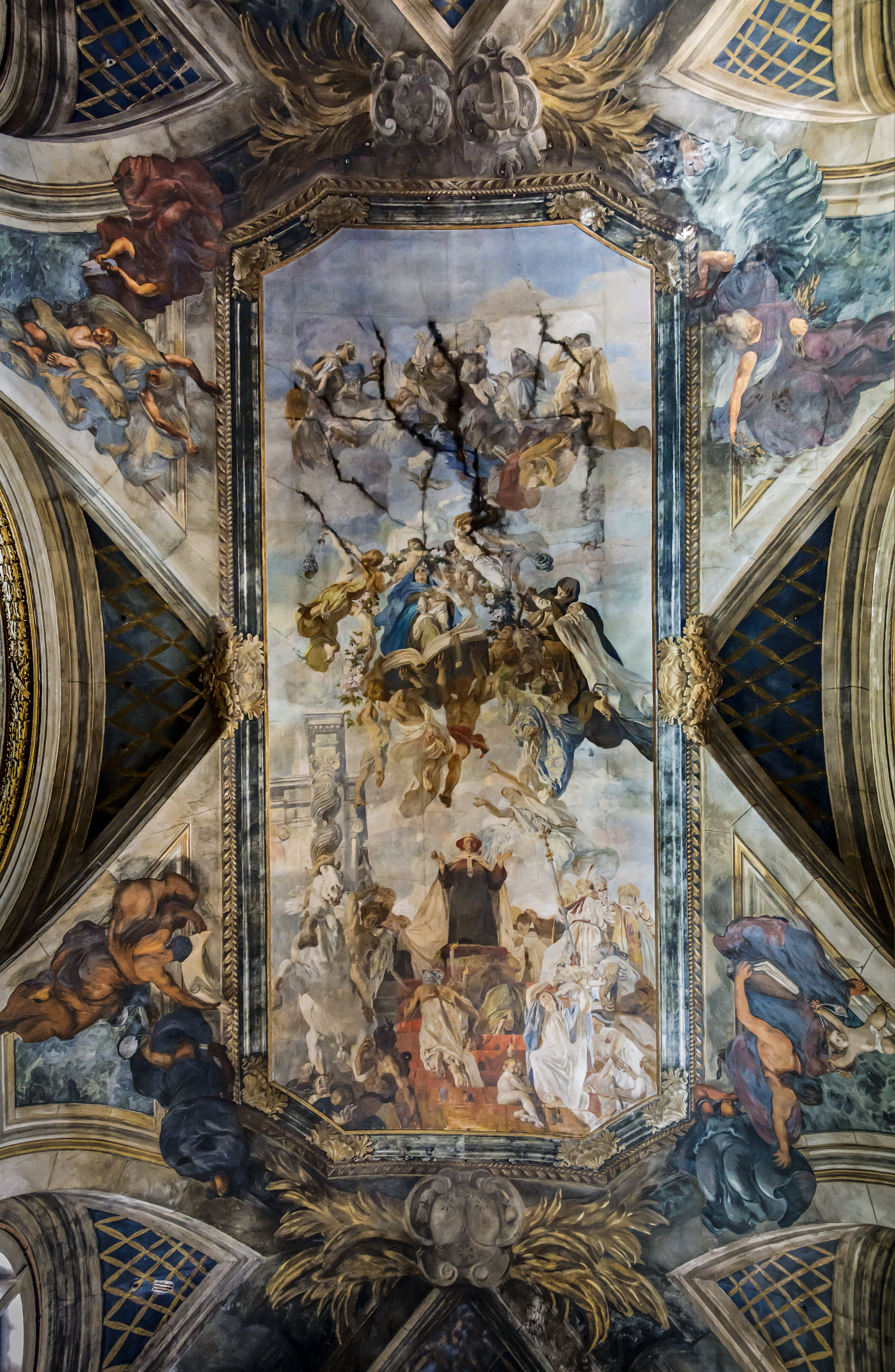
Le plafond par Ettore Tito.
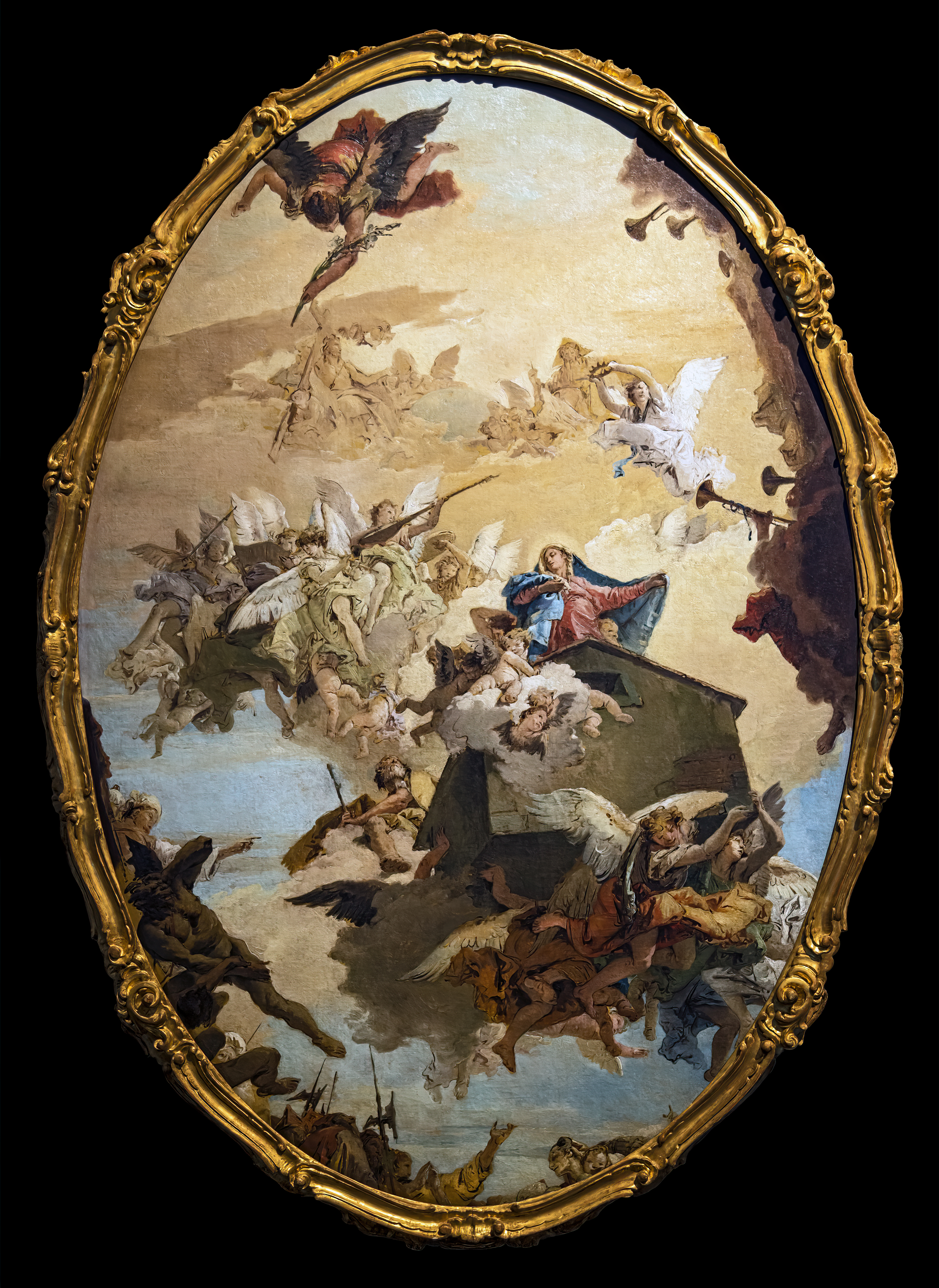
Transport de la maison de Lorette, Galeries de l'Académie de Venise.

### La contre-façade
Au-dessus de la porte : l'orgue avec la cantorie orné de trois bas-reliefs en bois doré représentant : au centre la Madone du Carmel qui tend le scapulaire à Saint Simon Stock, à droite sainte Thérèse et sur la gauche saint Jean de la Croix.
L'orgue a été construit au début des années 1900 par Pugina Frères de Padoue à partir d'un orgue initial de Gaetano Calido. Au-dessus de l'orgue : une toile en lunette Sainte Thérèse couronnée par le Sauveur XVIIIe siècle par Gregorio Lazzarini.

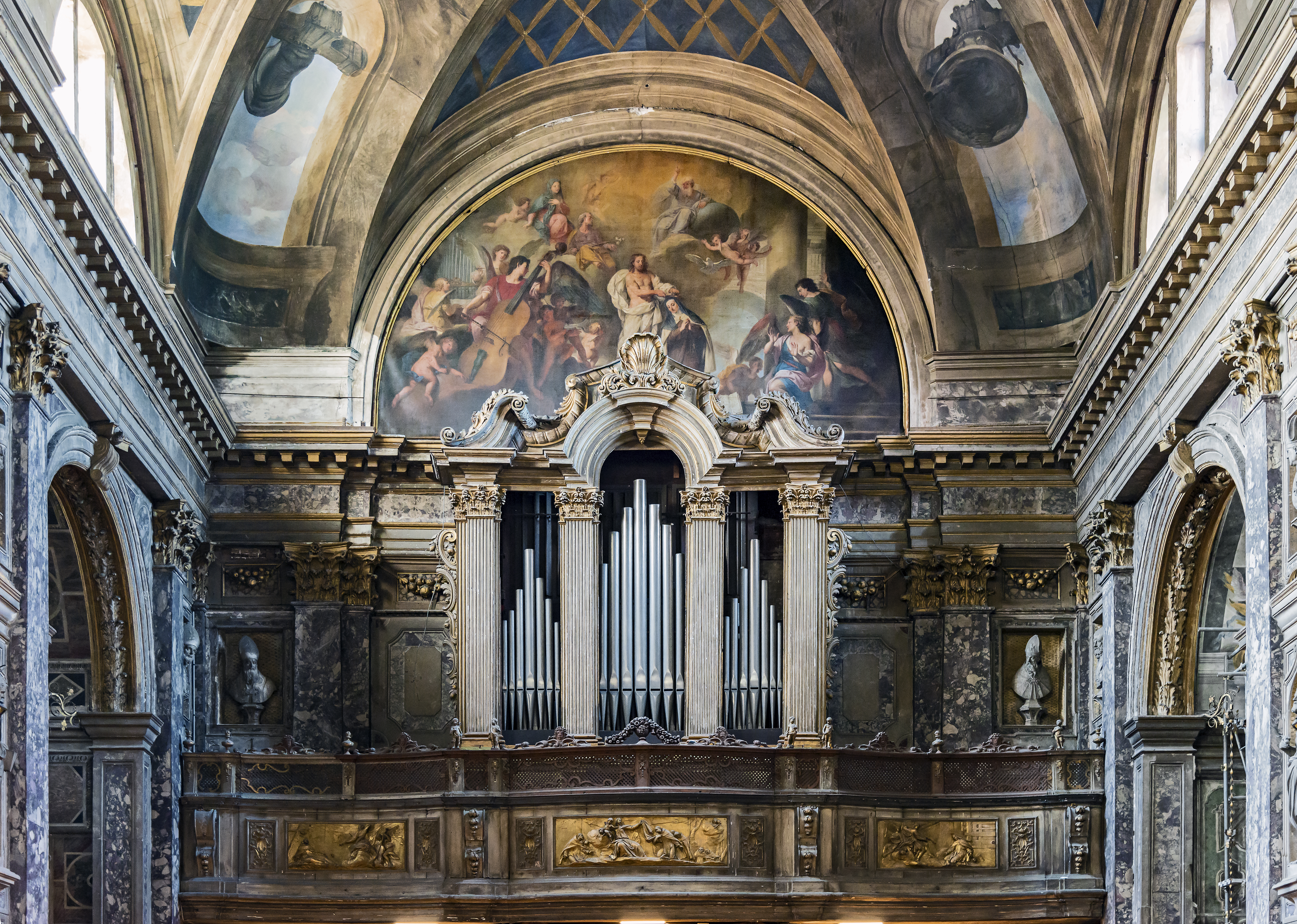
La contre-façade et l'orgue.
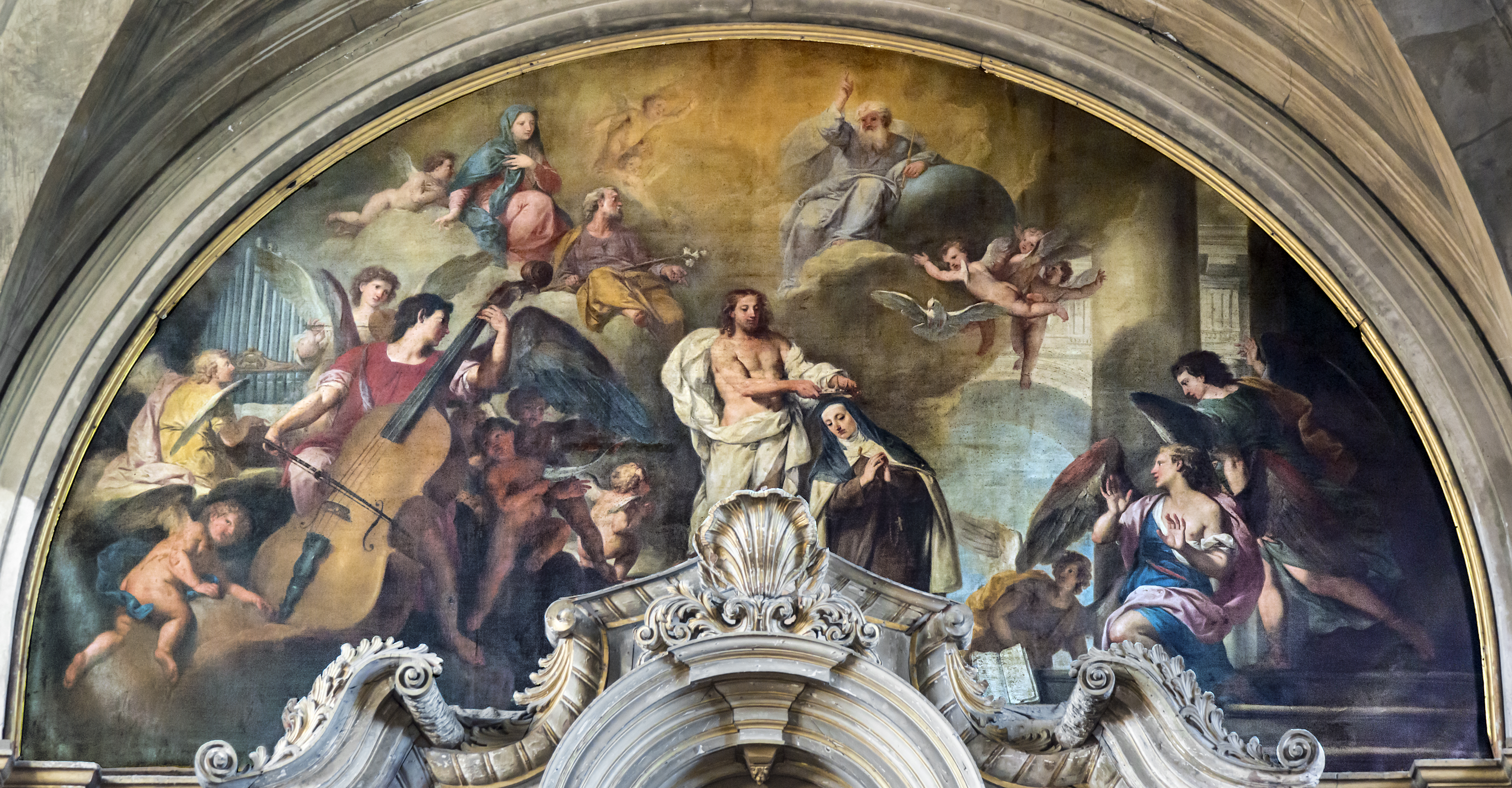
Sainte Thérèse couronnée par le Sauveur par Gregorio Lazzarini.

### Partie droite de la nef
première chapelleChapelle Giovanelli
Attribuée à la famille Giovanelli, elle se caractérise par un riche autel du XVIIe siècle de Ludovico David. Le retable montre une statue de saint Jean de la Croix (l'un des fondateurs de l'Ordre des Carmes déchaux) par Bernardo Falcone. Sur la cimaise : trois statues vertus cardinales par Tommaso Ruer.

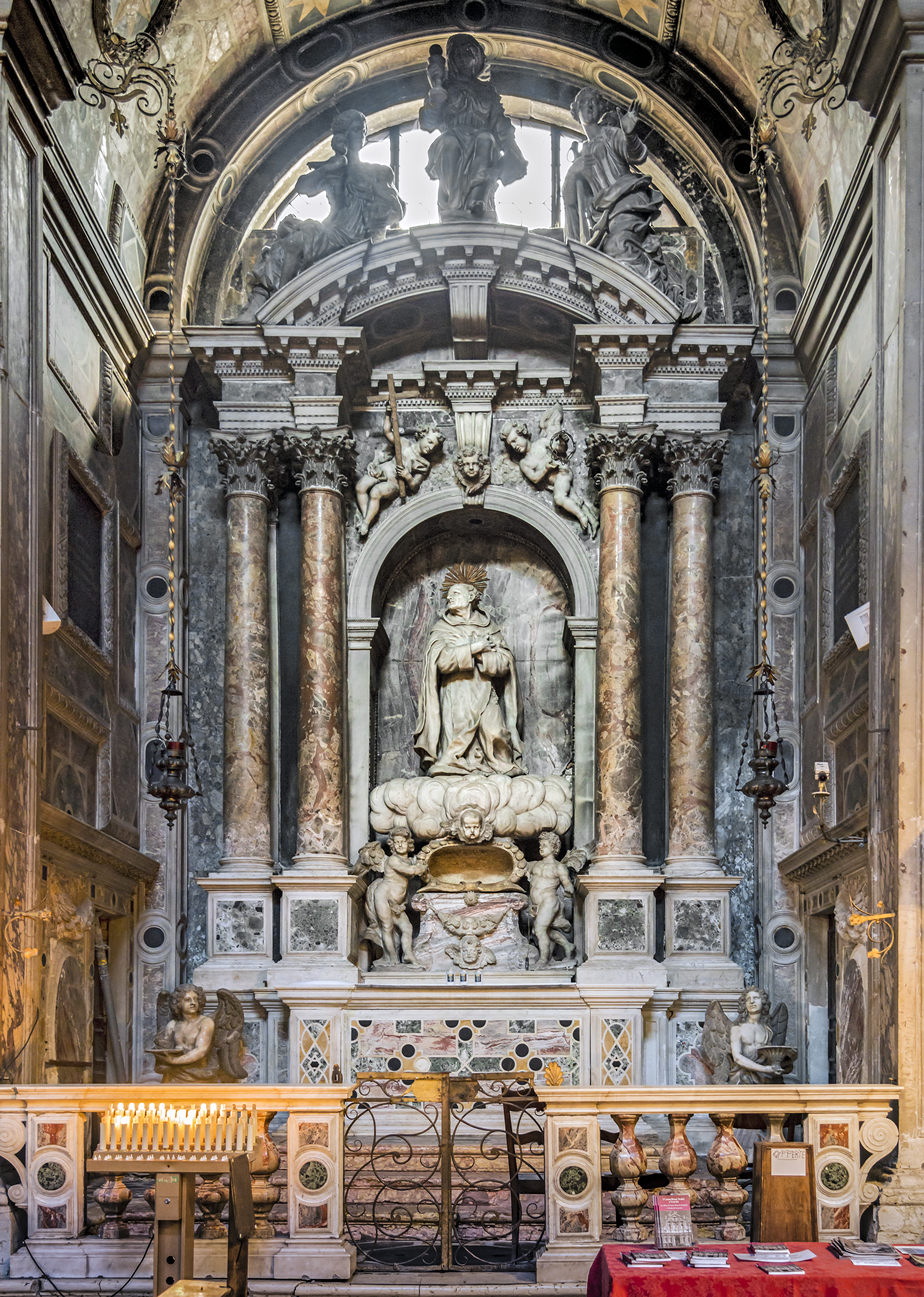
Chapelle Giovanelli
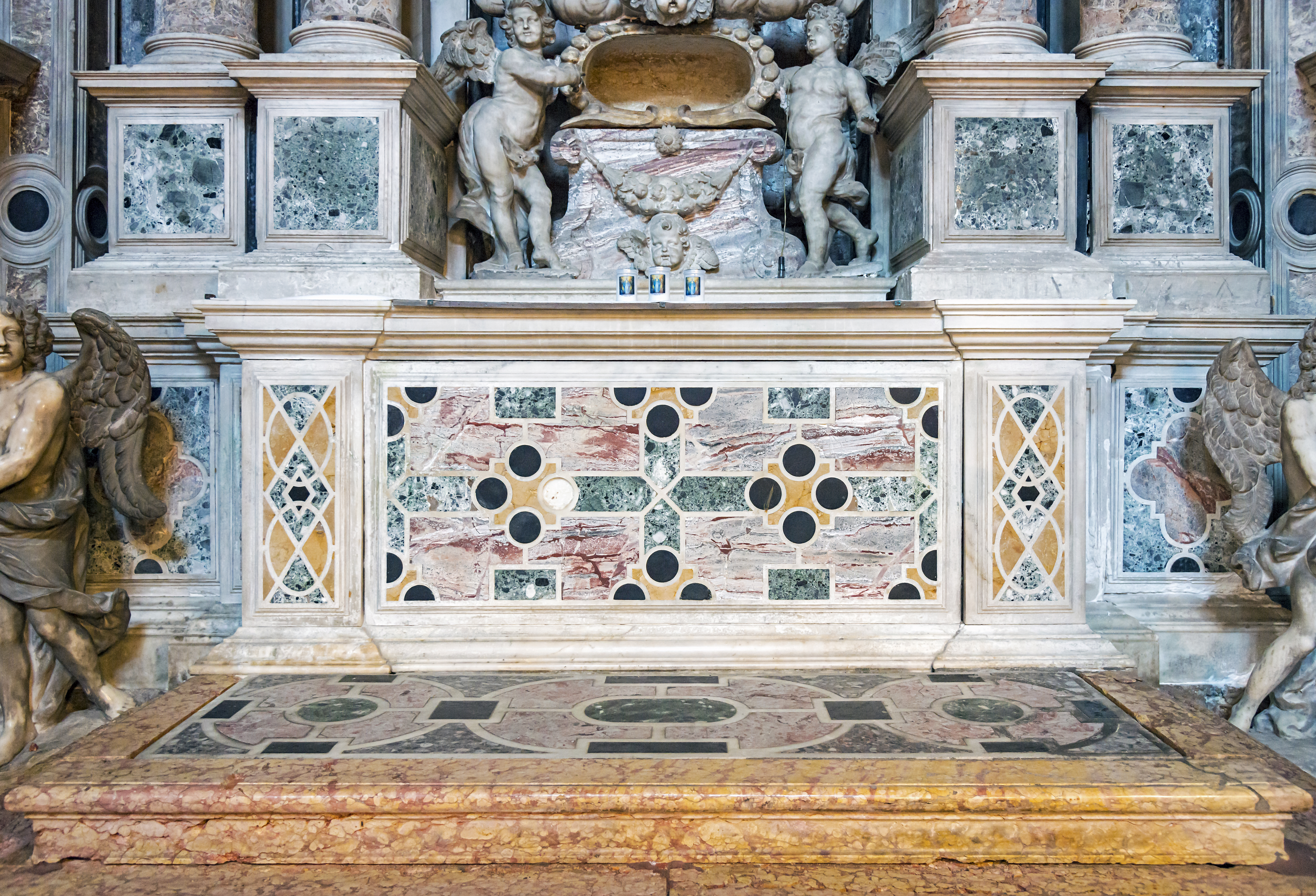
Autel du XVIIe siècle de Ludovico David

la seconde chapelleChapelle Ruzzini
Attribuée à la famille Ruzzini. L'autel a été construit et conçu par Giuseppe Pozzo. Le retable : Extase de Santa Teresa (1697) par Heinrich Meyring. Sur la voûte, une fresque La Gloria de sainte Thérèse (1720-1725) par Giambatista Tiepolo. Les parois latérales : deux tableaux de Niccolò Bambini ; Le tableau de gauche, Saint Joseph apparaît à sainte Thérèse et la sauve d'une rencontre dangereuse et à droite, Le Miracle de l’hostie (fin du XVIIe siècle) — où l’hostie consacrée se détache miraculeusement des mains du prêtre pour attendre sainte Thérèse. C'est ici qu'est enterré en 1735, Carlo Ruzzini, 113e doge de Venise.

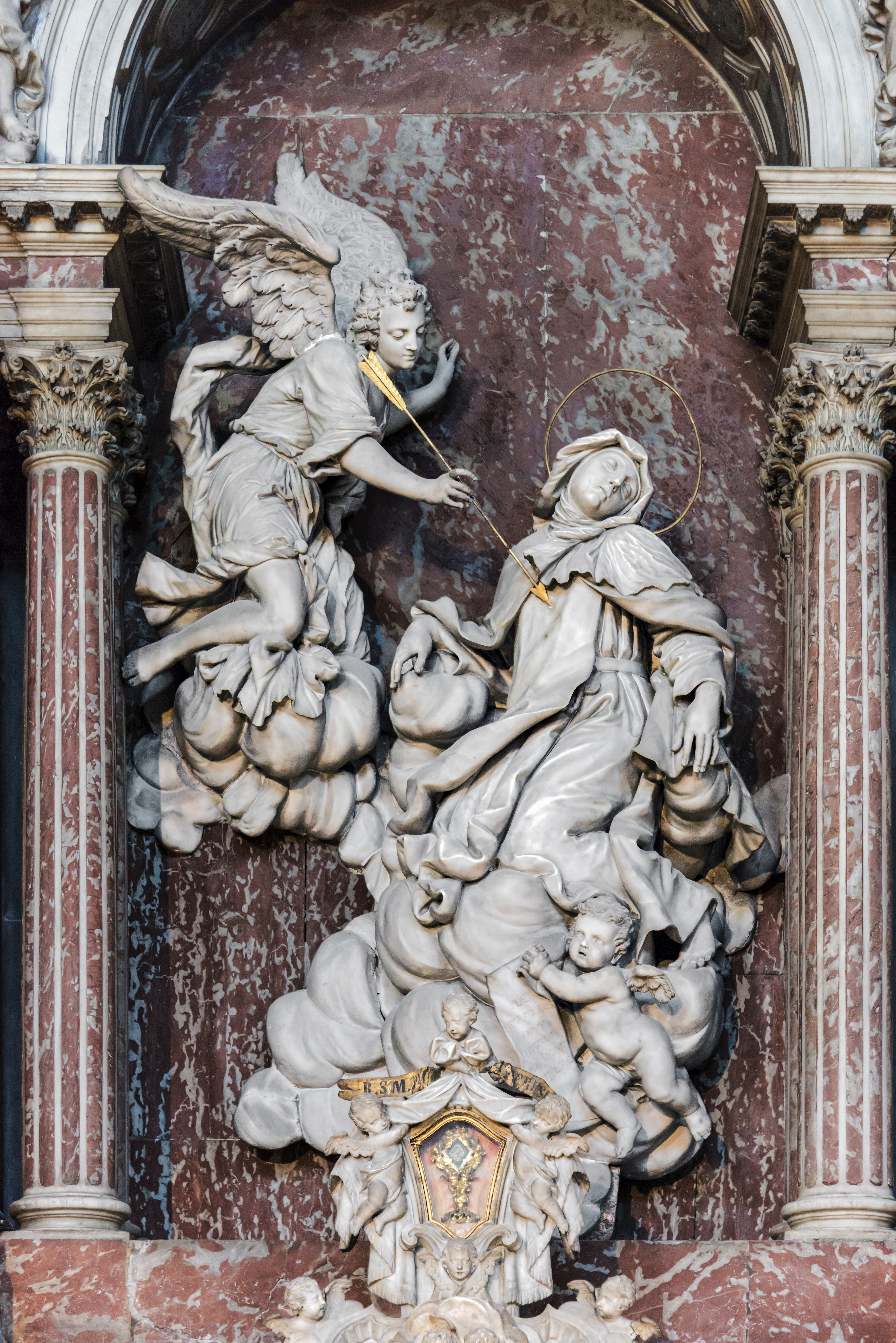
Transverbération de sainte Thérèse d'Avila par Heinrich Meyring.
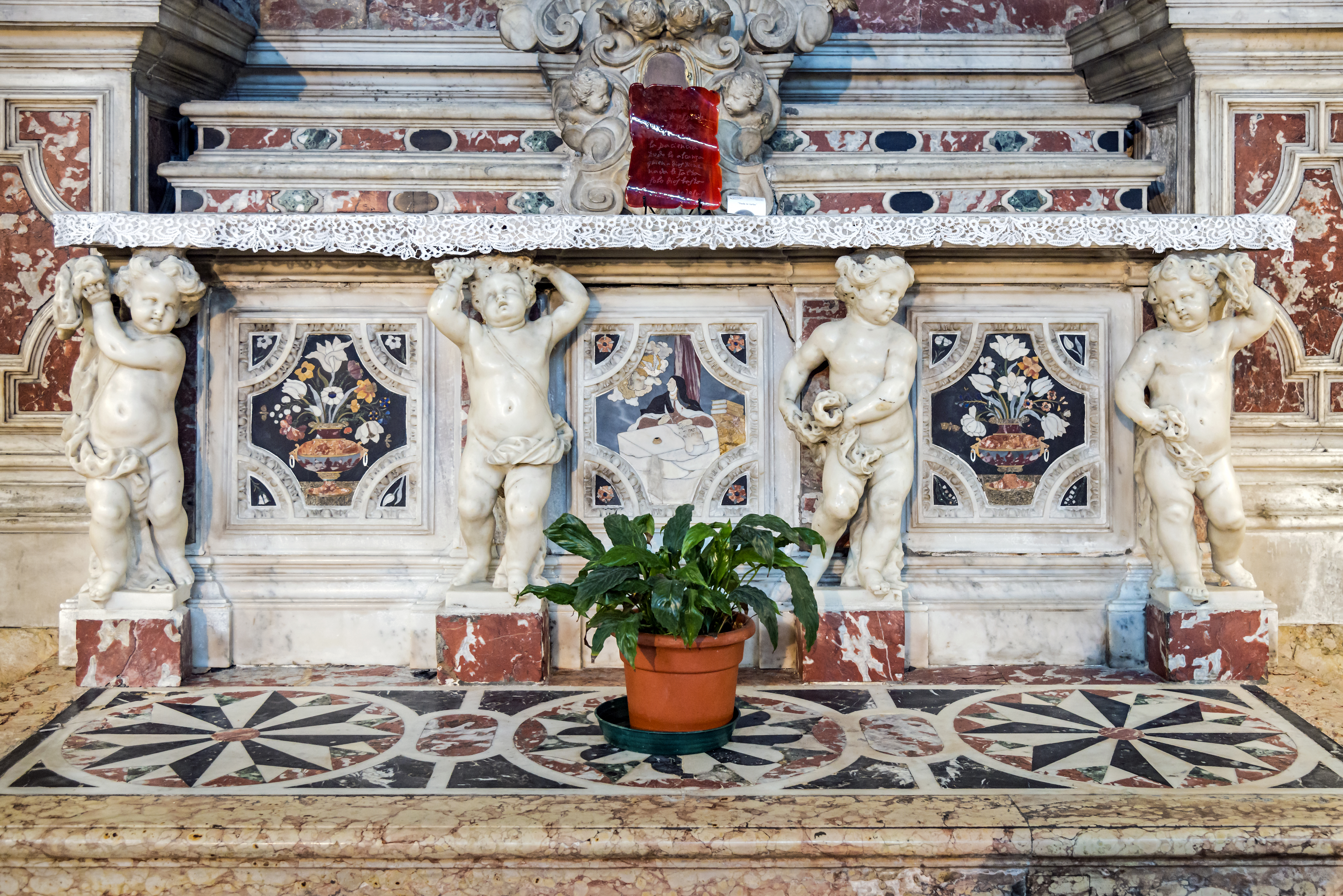
L'autel.
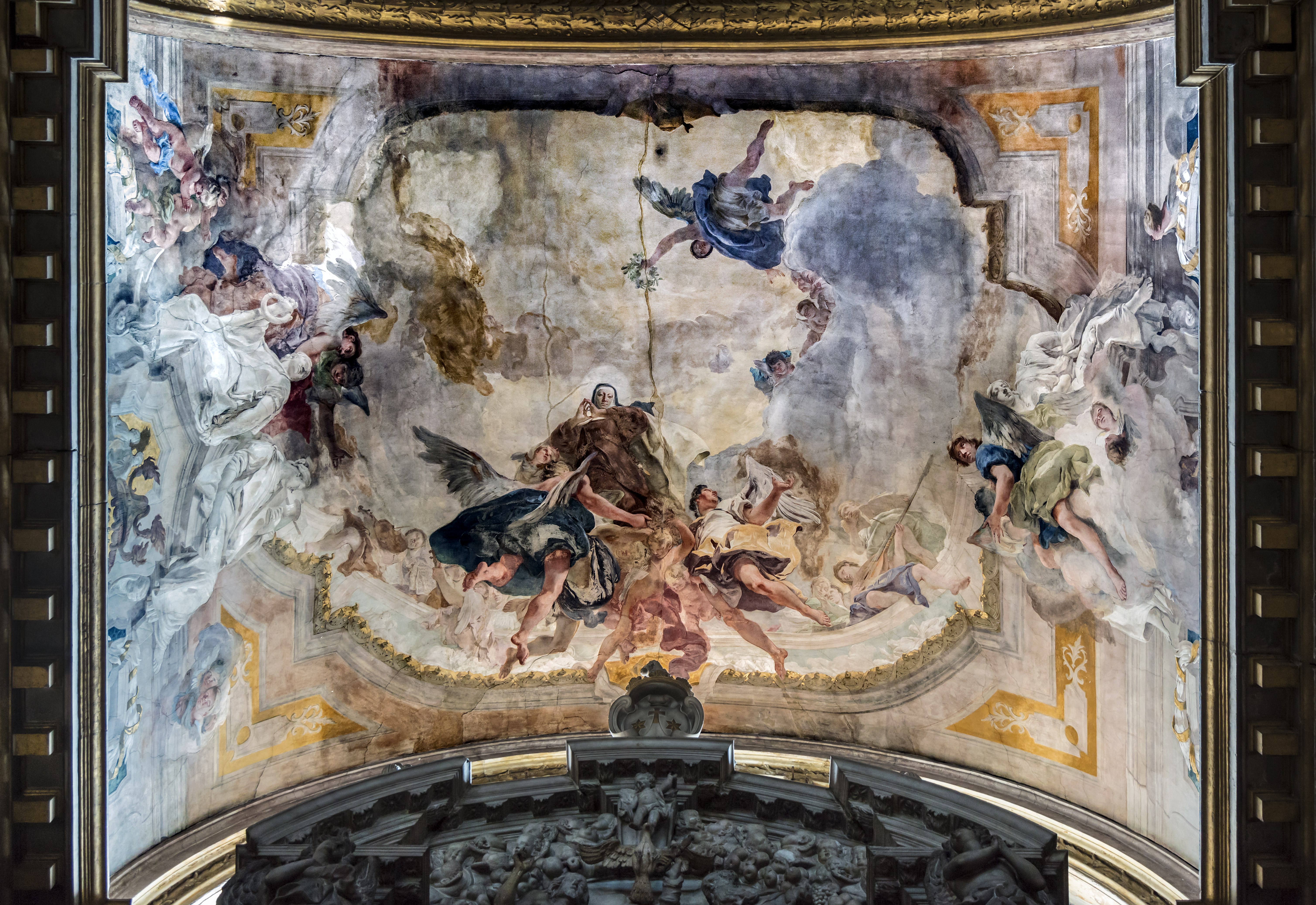
La Gloria de sainte Thérèse, Giambatista Tiepolo.
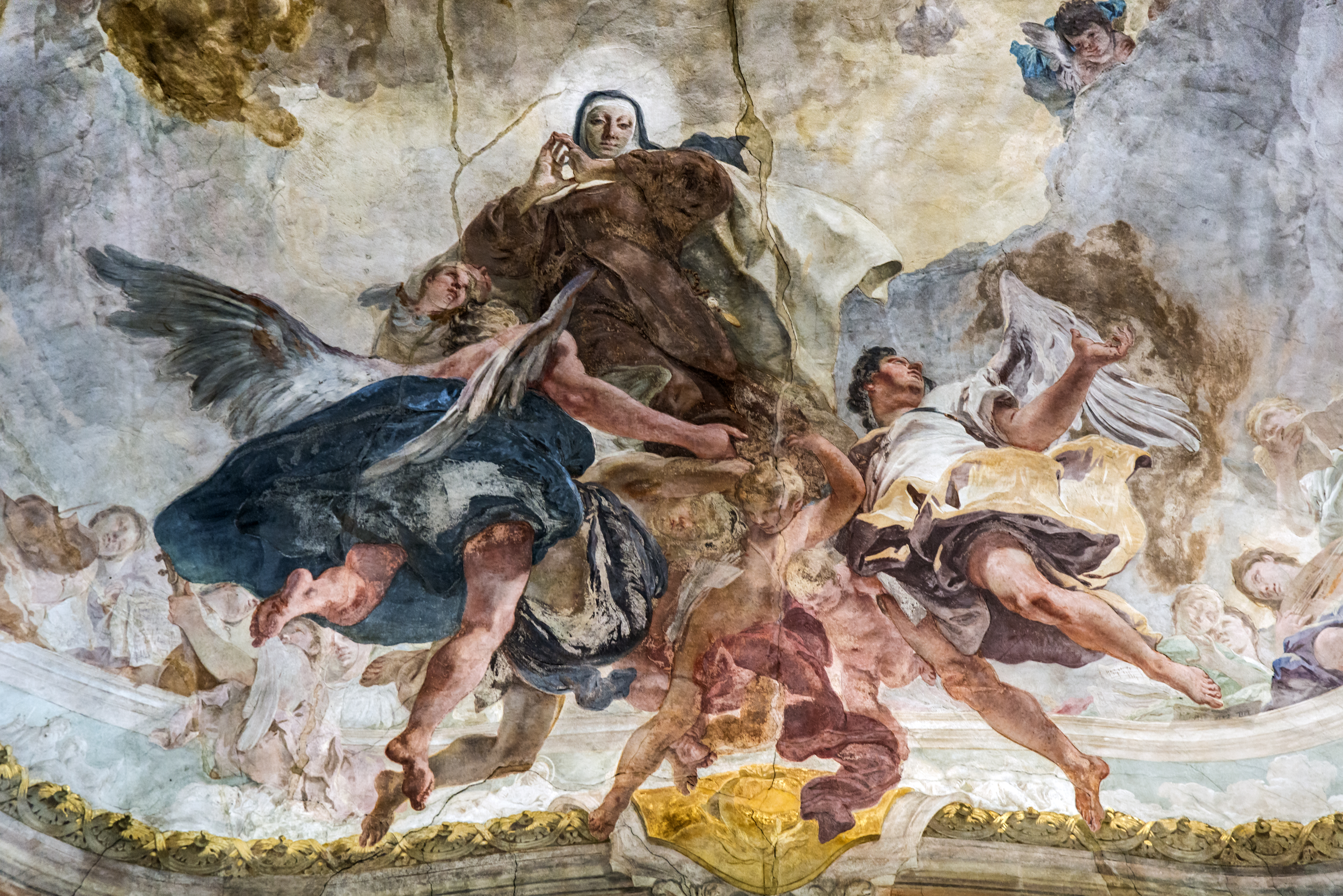
La Gloria de sainte Thérèse (gros plan).
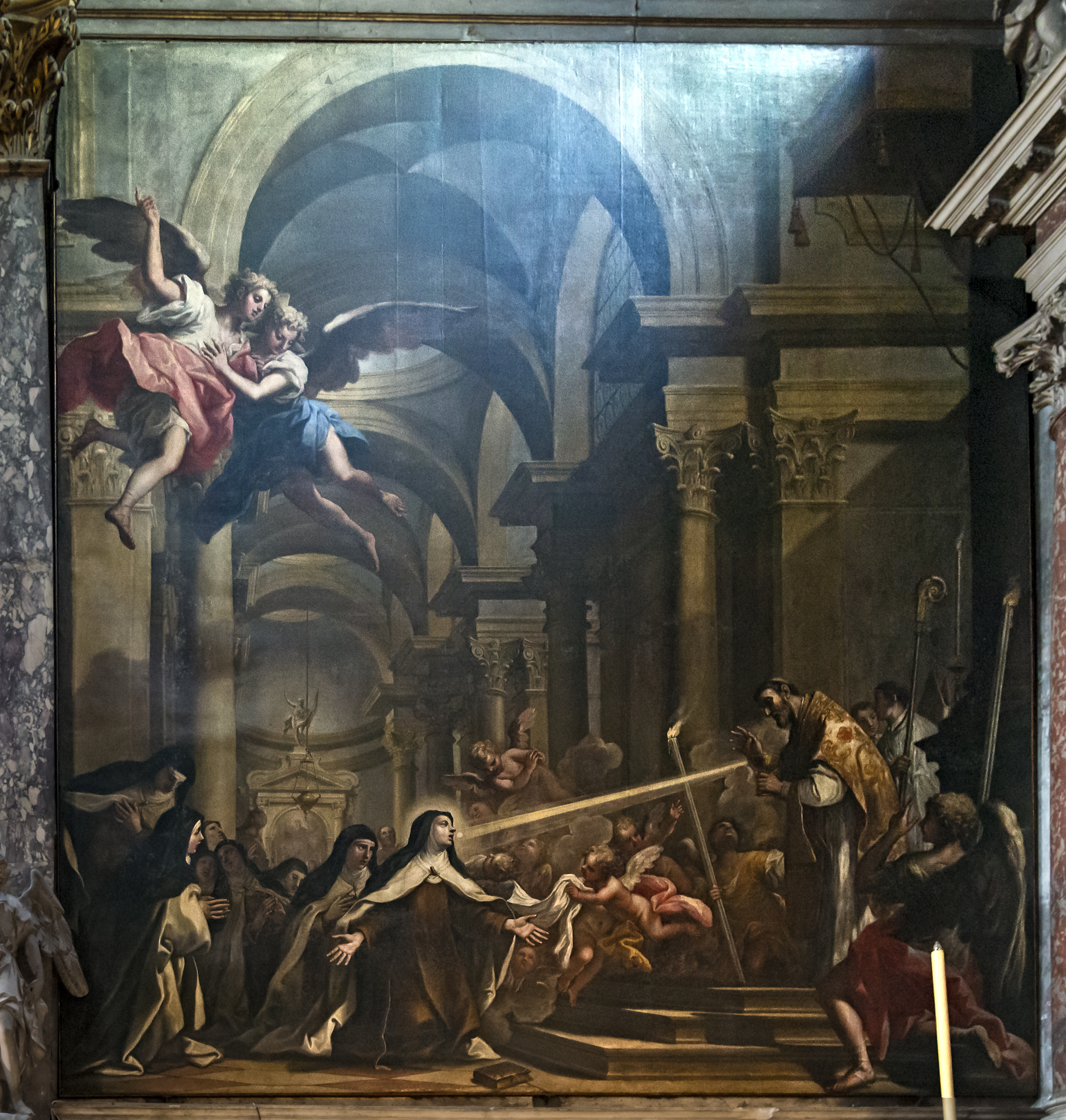
Le Miracle de l’hostie par Niccolò Bambini.
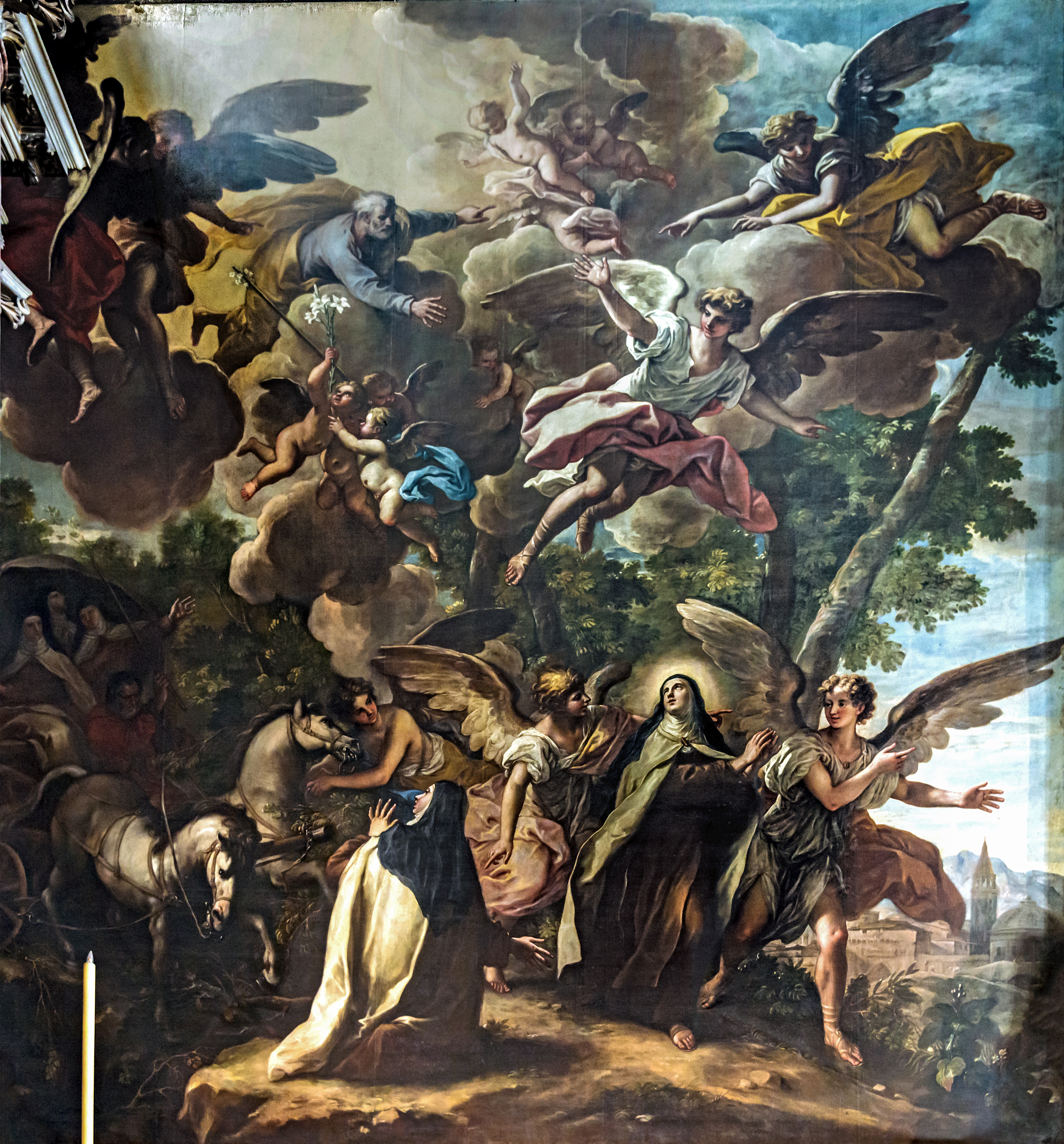
Saint Joseph apparaît à sainte Thérèse par Niccolò Bambini.

la troisième chapellela chapelle Mora
Attribuée à la famille Mora. Construite par Baldassare Longhena. Le retable avec quatre colonnes de jaspe noir montre une statue de saint Jean-Baptiste en marbre de Carrare (fin du XVIIe siècle) par Melchior Barthel.
Une fresque au plafond représente le Père éternel en gloire (XVIIe siècle) de Pietro Liberi. Giambattista Mora est enterré au pied de l'autel.

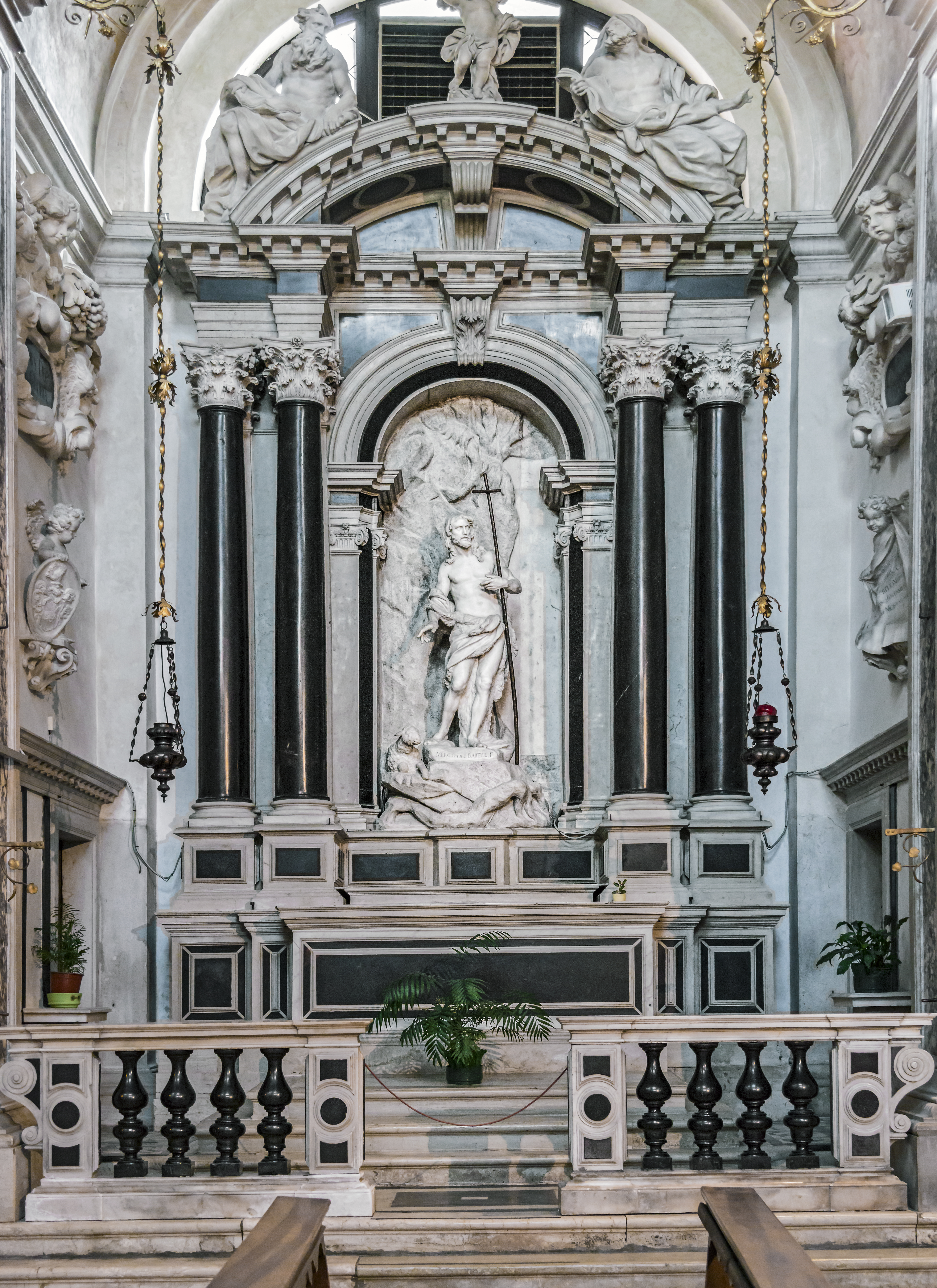
Chapelle Mora par Baldassare Longhena.
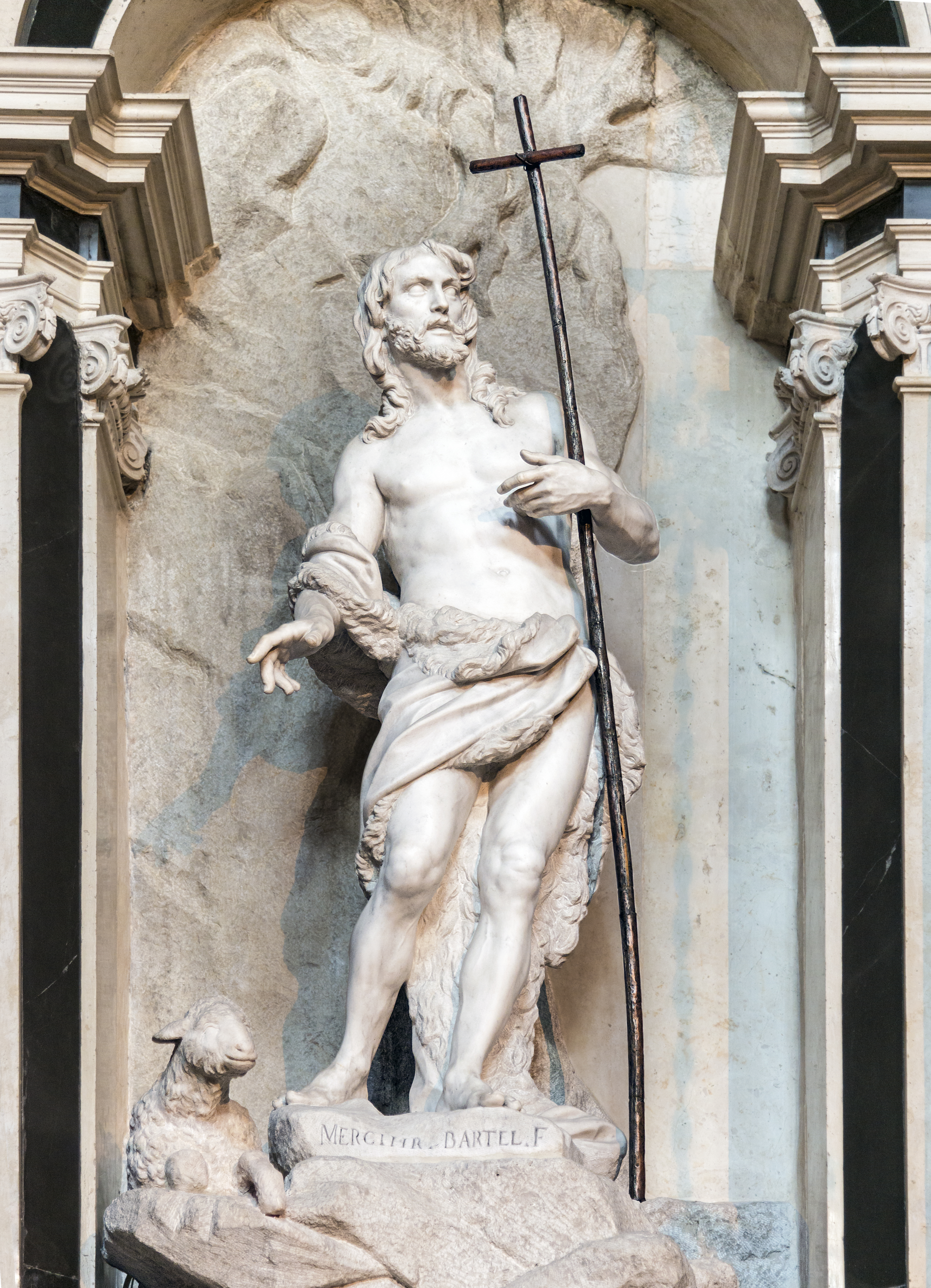
Saint Jean-Baptiste par Melchior Barthel.

### Partie gauche de la nef
Première chapelle
Chapelle Lumaca ou du Crucifix
Attribuée à la famille Lumaca. Sur l'autel, un grand crucifix en marbre XVIIIe siècle, attribué à Giovanni Maria Morlaiter. Le Christ tombant sous la croix est également attribuée à Giovanni Maria Morlaiter.
Une sculpture en cire colorée montrant le Christ parmi les voleurs, travail anonyme des frères.
Sur la voûte, une fresque  Cristo nel Getsemani (1732), œuvre de Giambatista Tiepolo.
Seconde chapelle
Chapelle Manin

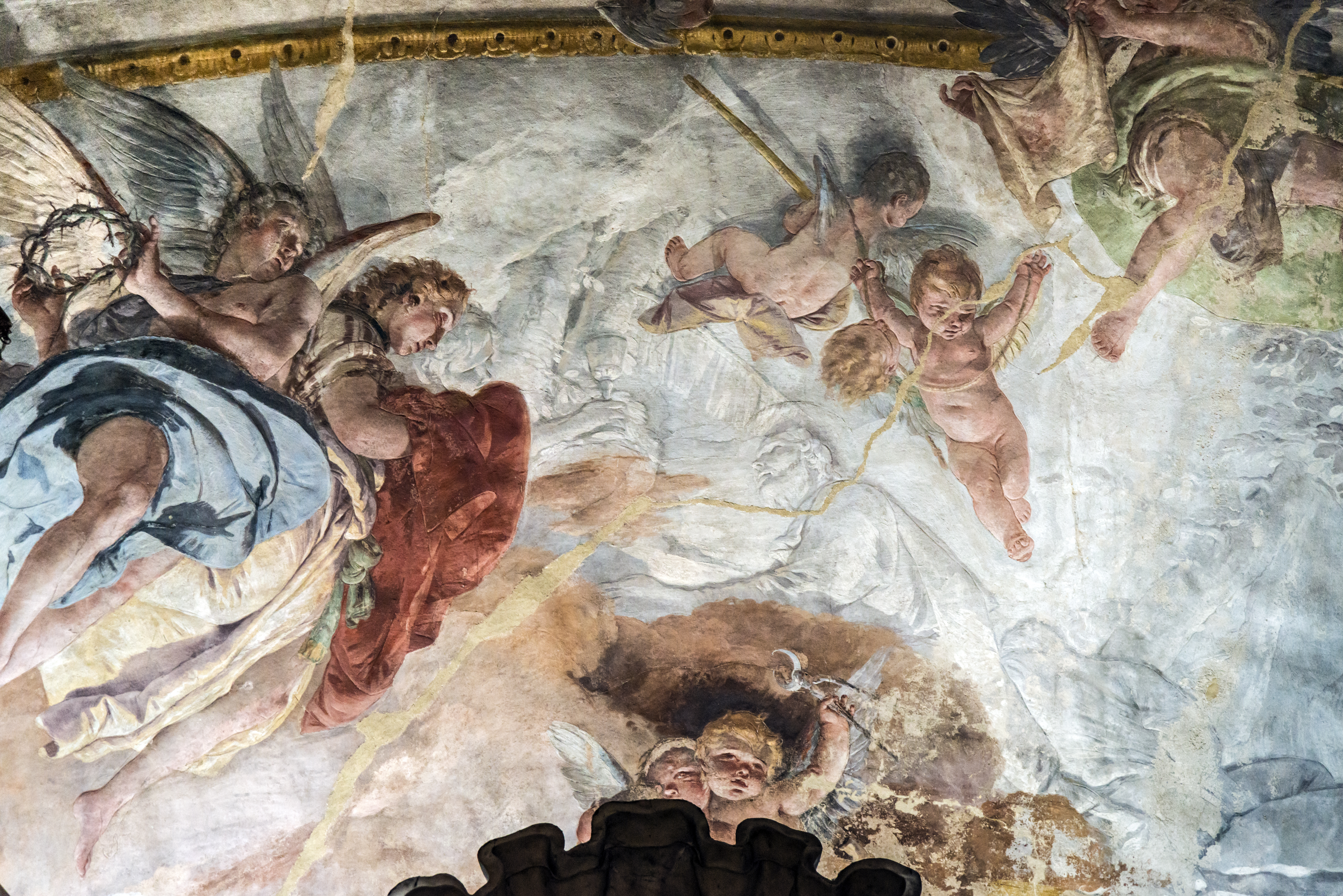

Attribuée à la famille la famille Manin, ici est enterré le dernier doge de Venise, Ludovico Manin, décédé le 23 octobre 1802. La chapelle a été construit par le frère Giuseppe Pozzo. Elle a été conçue avec sur un mode théâtral avec une profusion de décoration, de  sculptures et des revêtements de marbre. Le retable de l'autel une sculpture de la Vierge à l'Enfant et saint Joseph dans les nuages  par Giuseppe Torretto, qui est l'auteur des deux anges. Sur les parois latérales de la chapelle : statues, Archange Michael et Archange Gabriel, du même Giuseppe Torretto. Les deux candélabres en verre bleu sont des verreries de Murano. La Vierge tient à la main le Scapulaire Carmélitain.

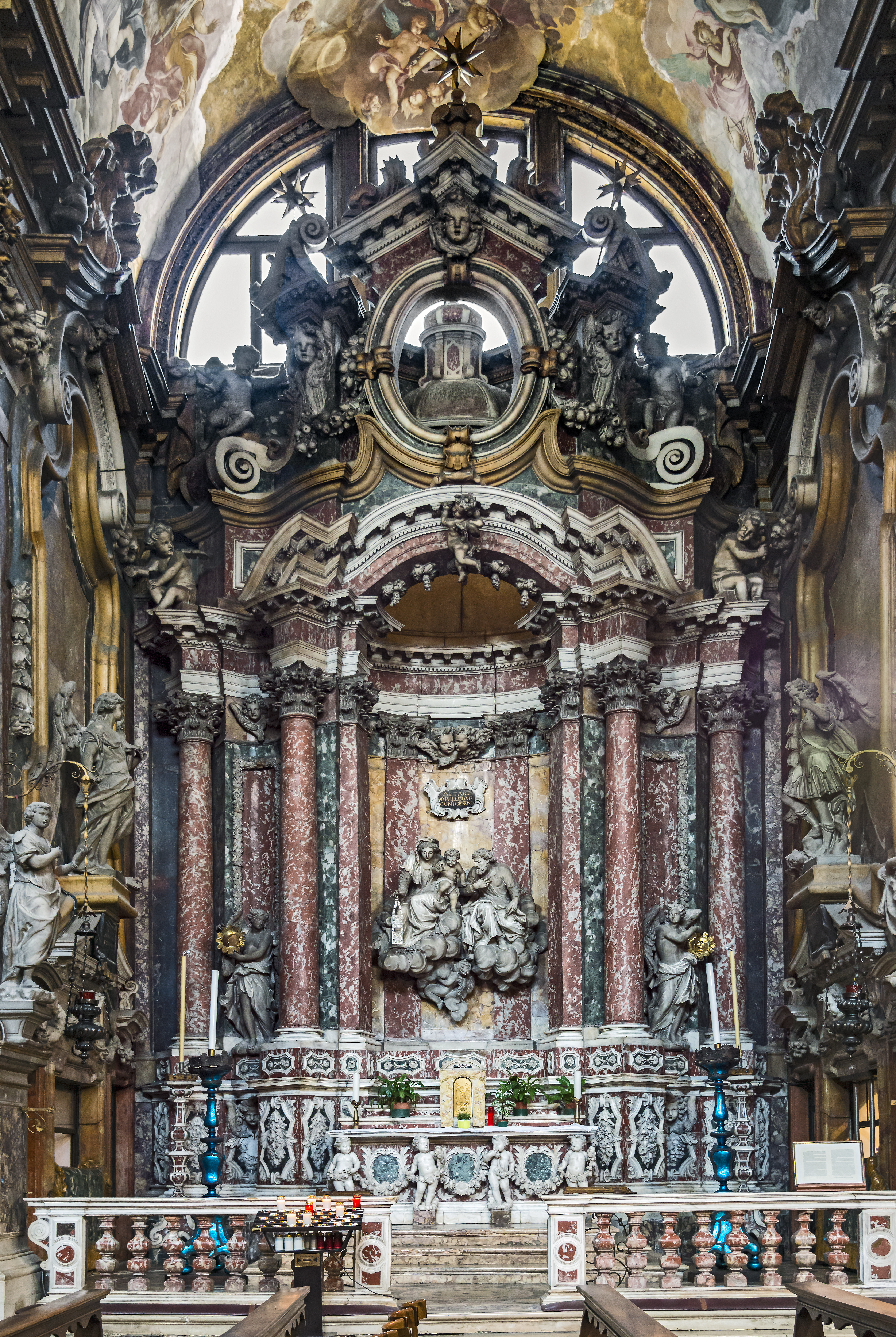
Chapelle Manin
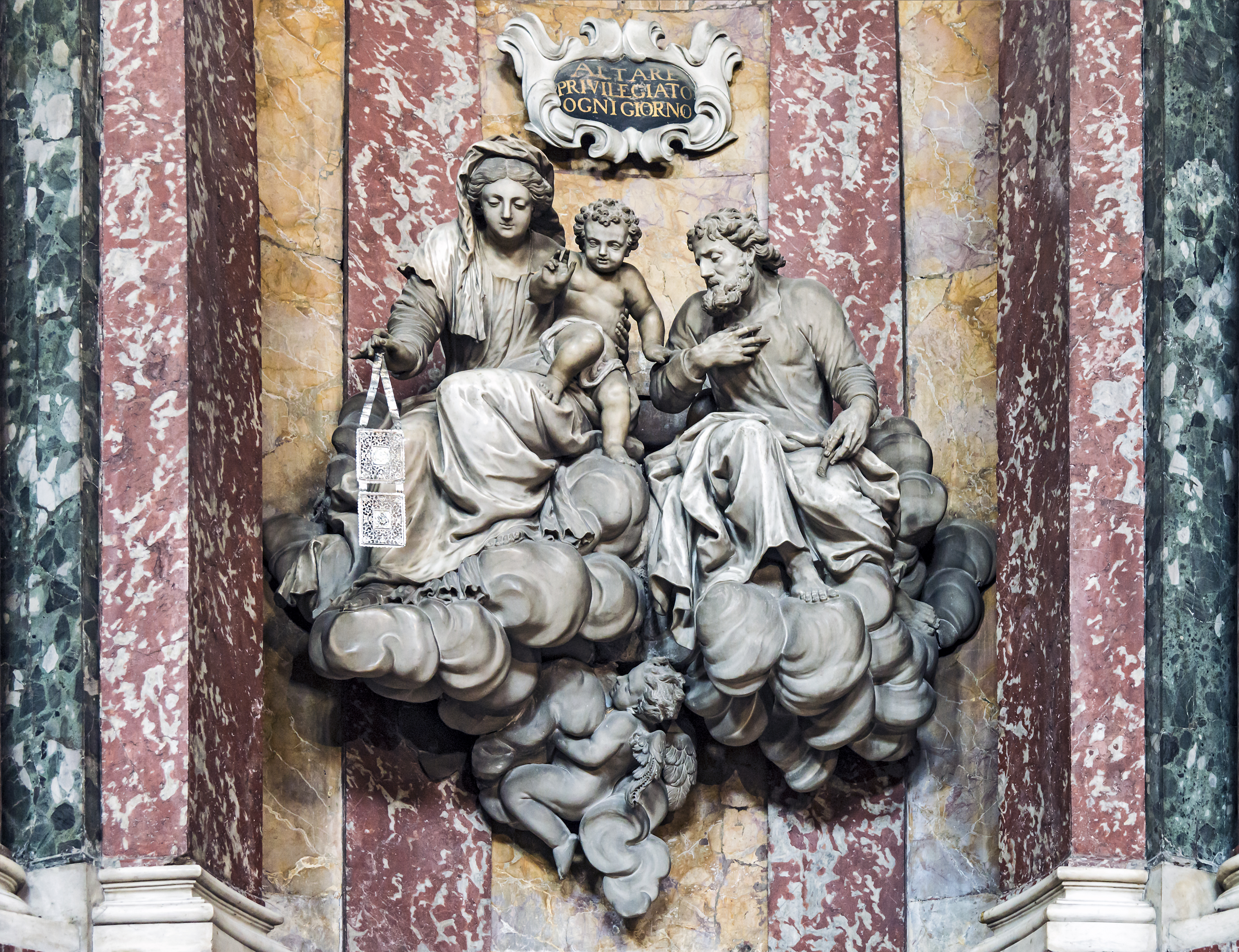
'la Vierge à l'Enfant et saint Joseph  par Giuseppe Torretto
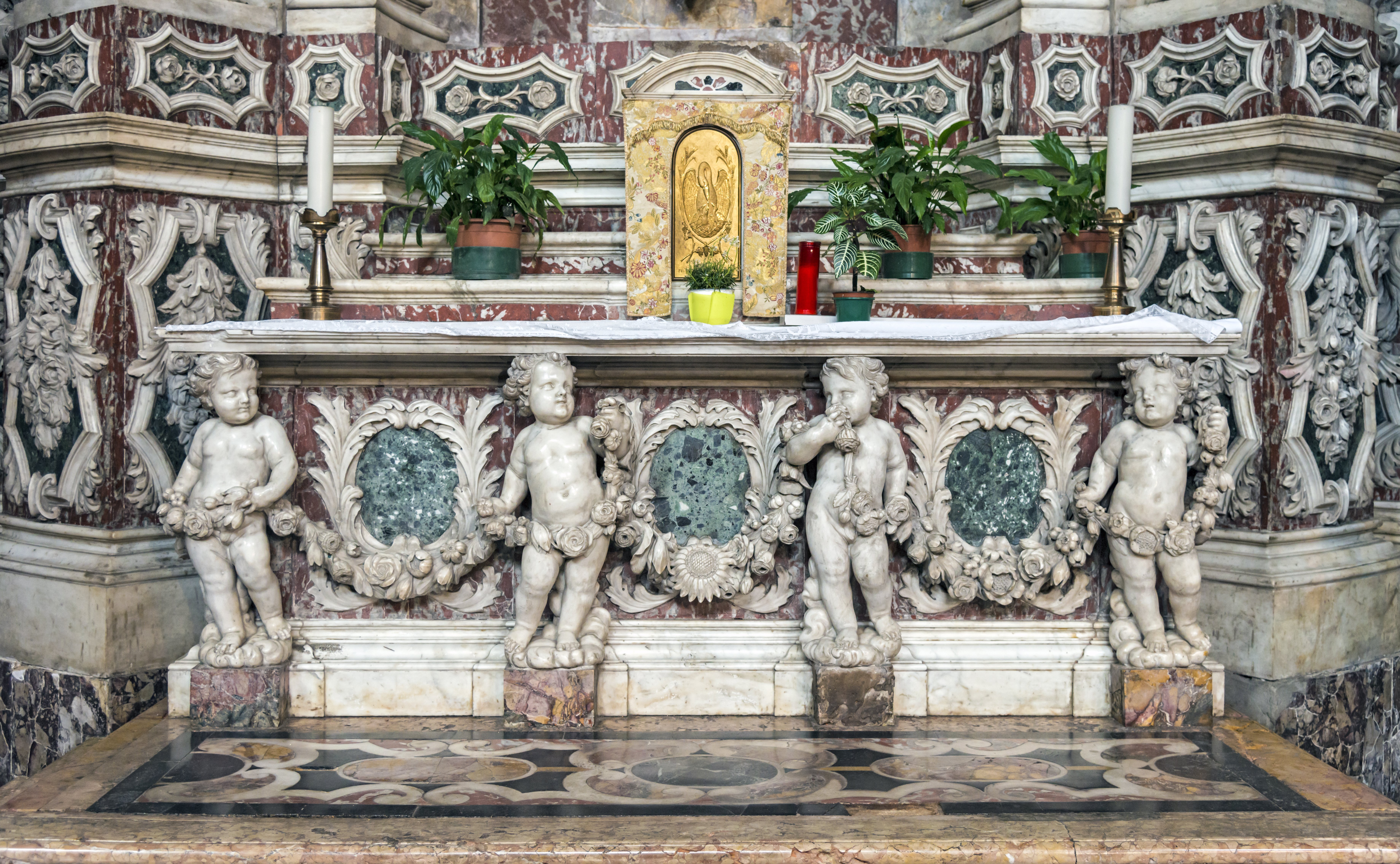
L'autel par Giuseppe Pozzo
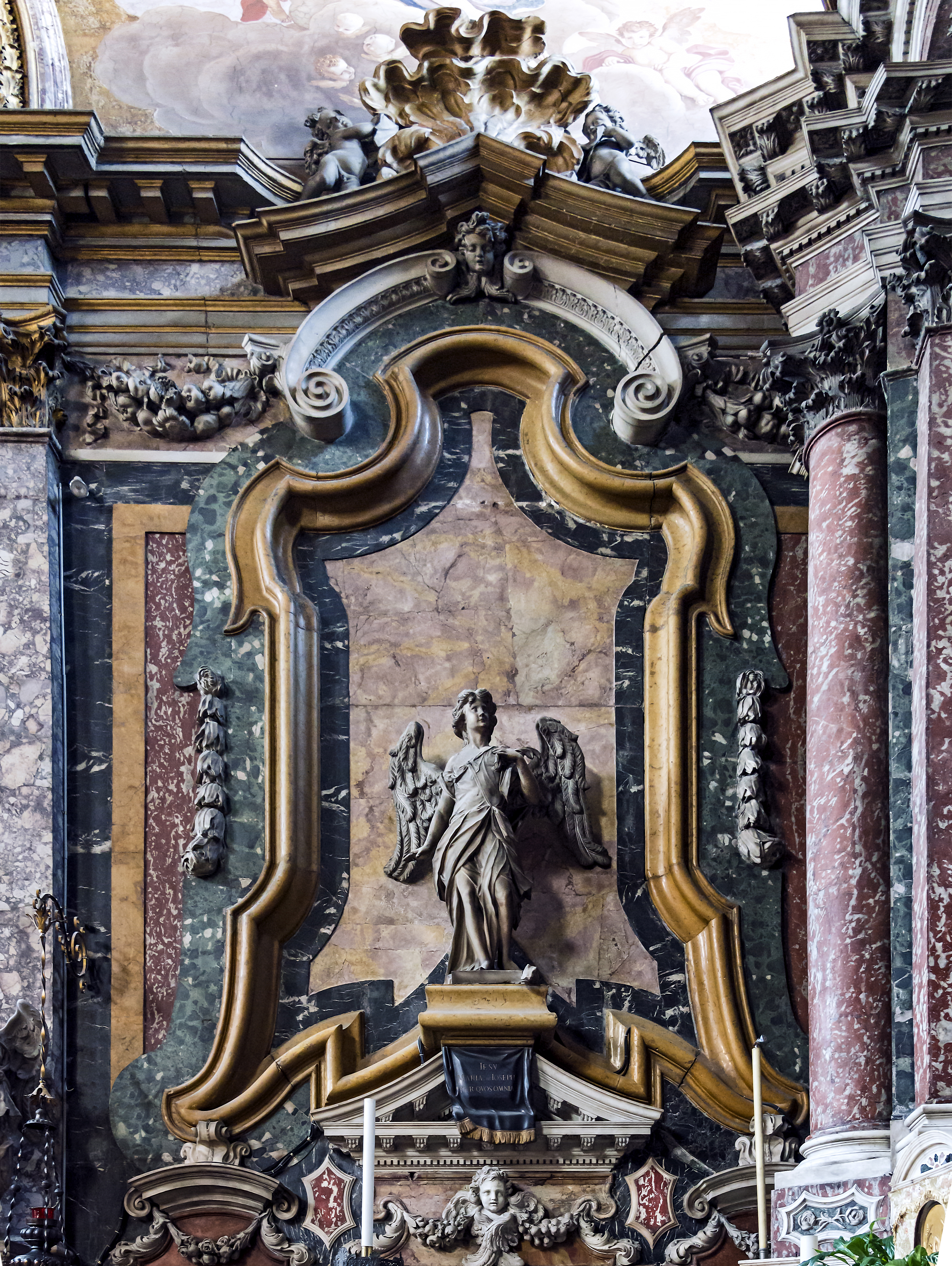
Gabriel archangel by Giuseppe Torretto
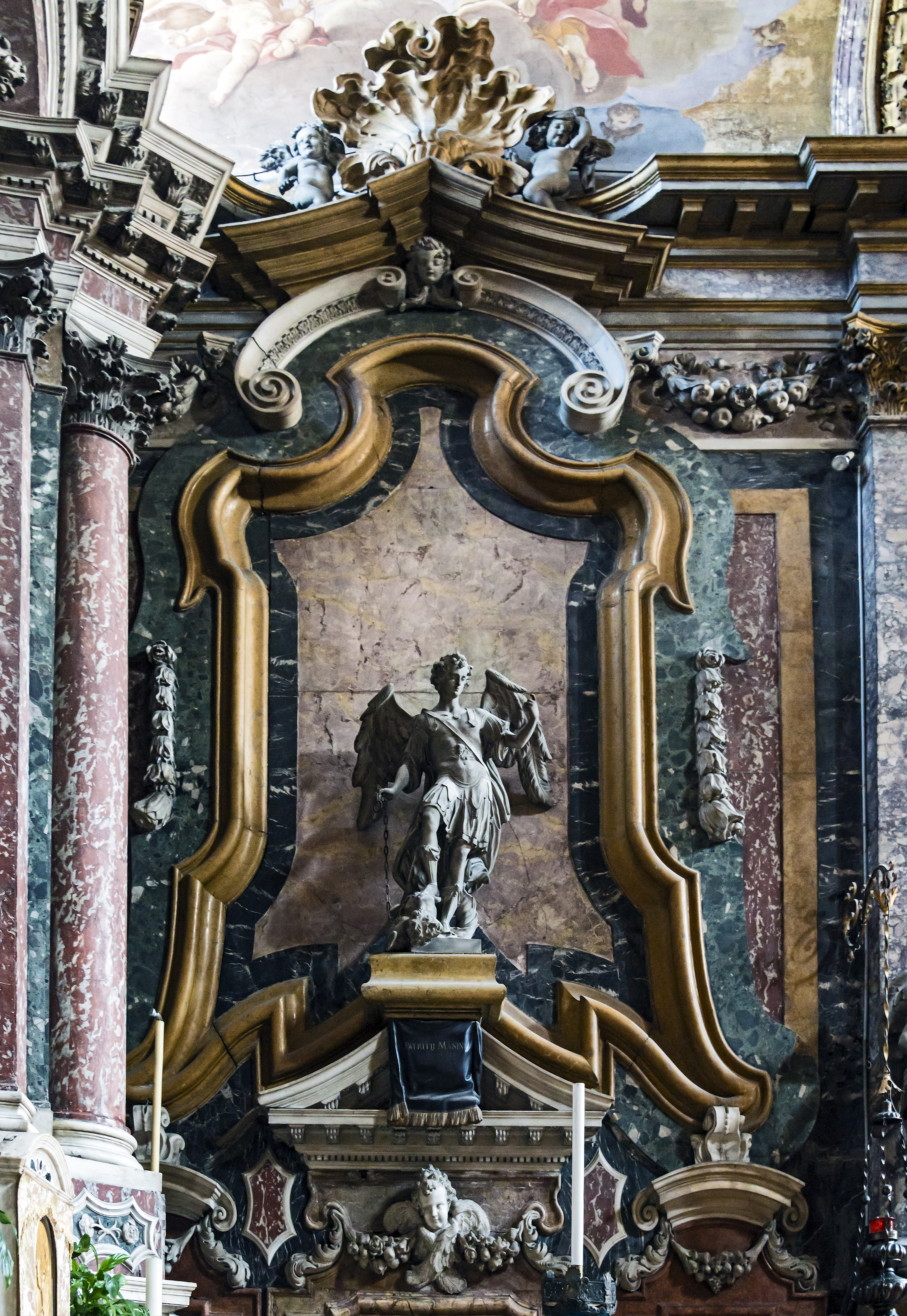
Michael archangel by Giuseppe Torretto

Troisième chapelle
Chapelle Venier
Construit par Sebastiano Venier (ne pas confondre avec le doge Sebastiano Venier), abbé et protonotaire apostolique, il est enterré dans la chapelle († 1664), ainsi que son frère Angelo. Le retable montre une statue de saint Sébastien (1669) par Bernardo Falconi. Le maître autel est enrichi de bas-reliefs en bronze avec des épisodes de la vie de saint Sébastien du même Bernardo Falconi.

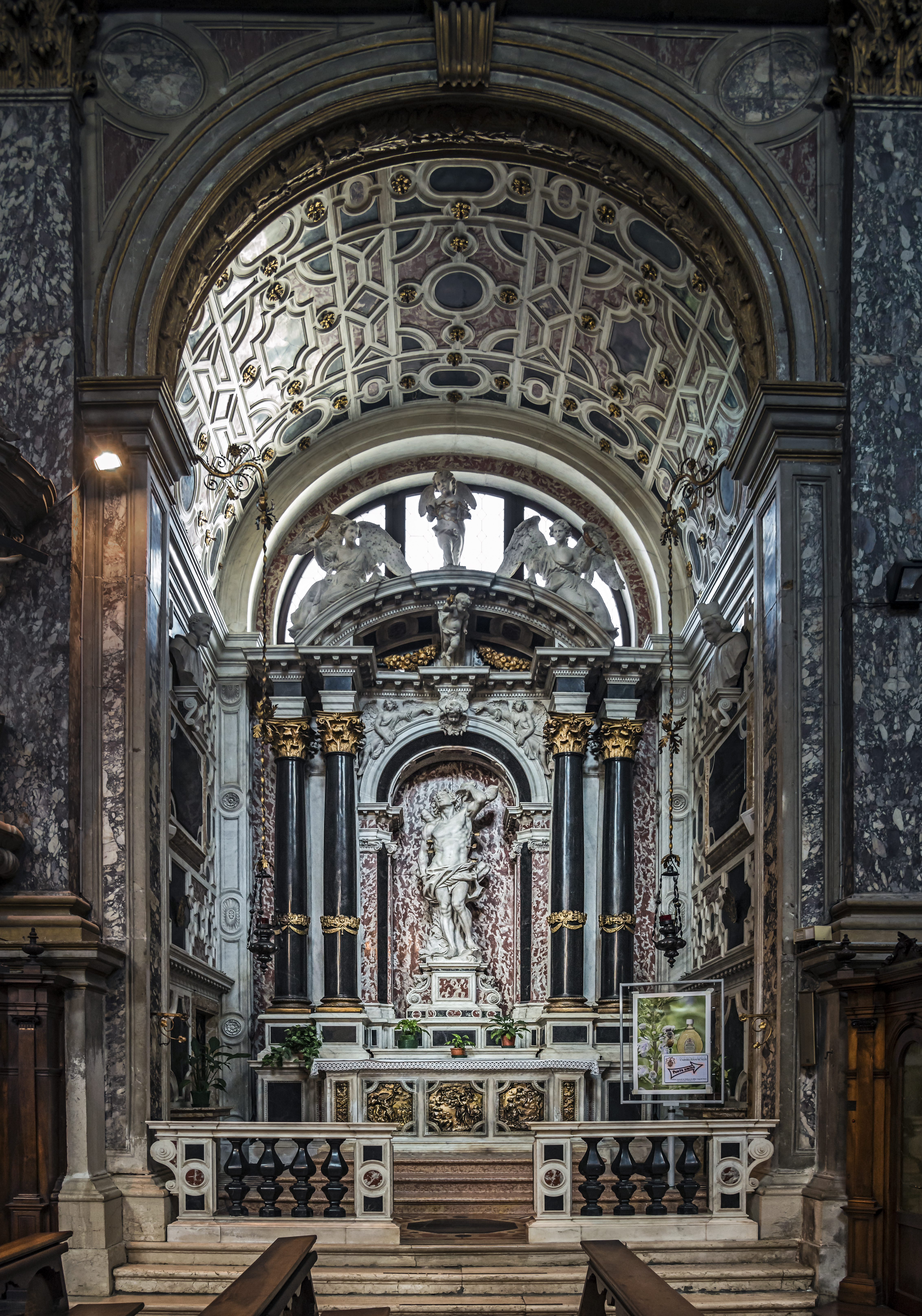
Chapelle Venier
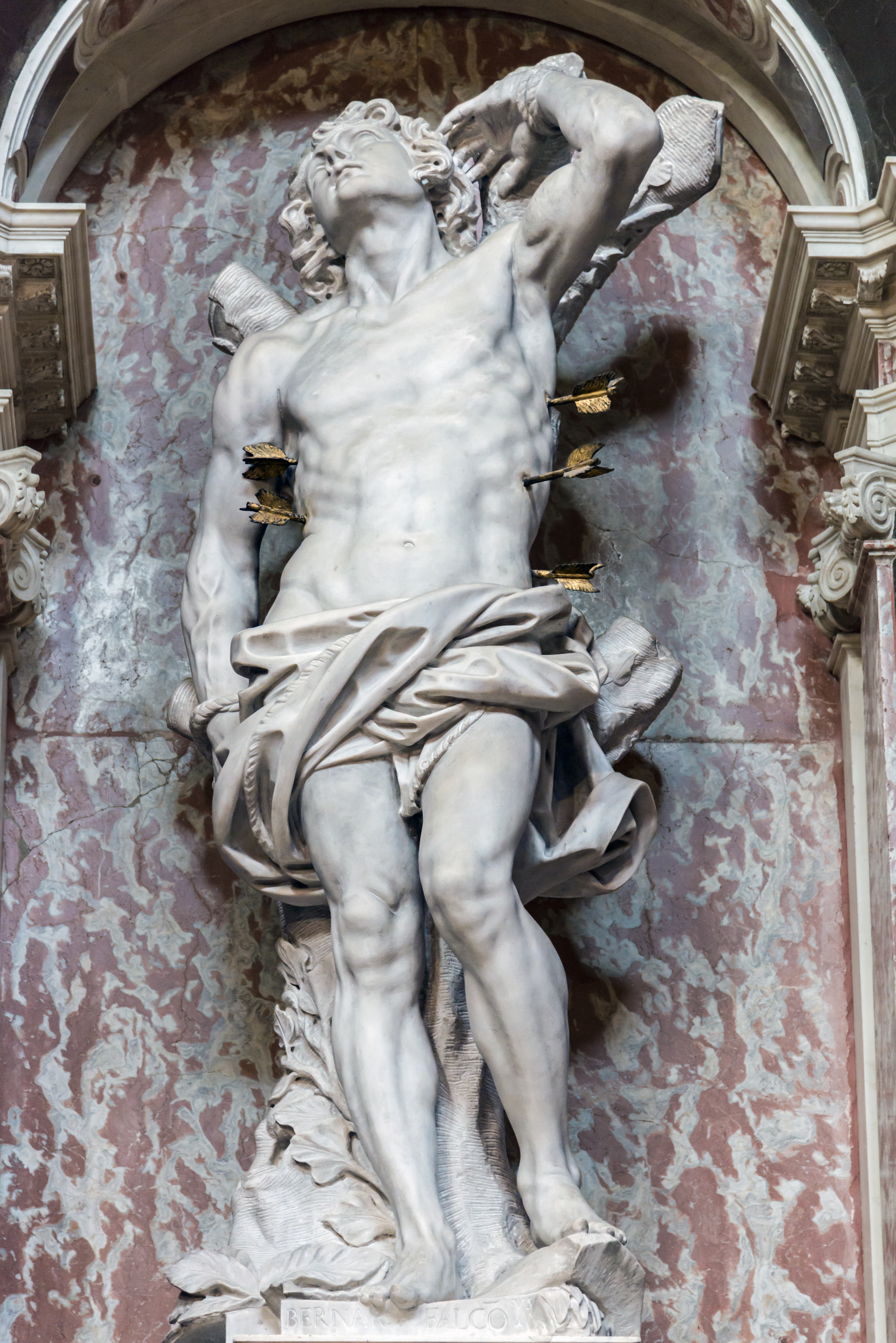
Saint Sébastien par Bernardo Falconi
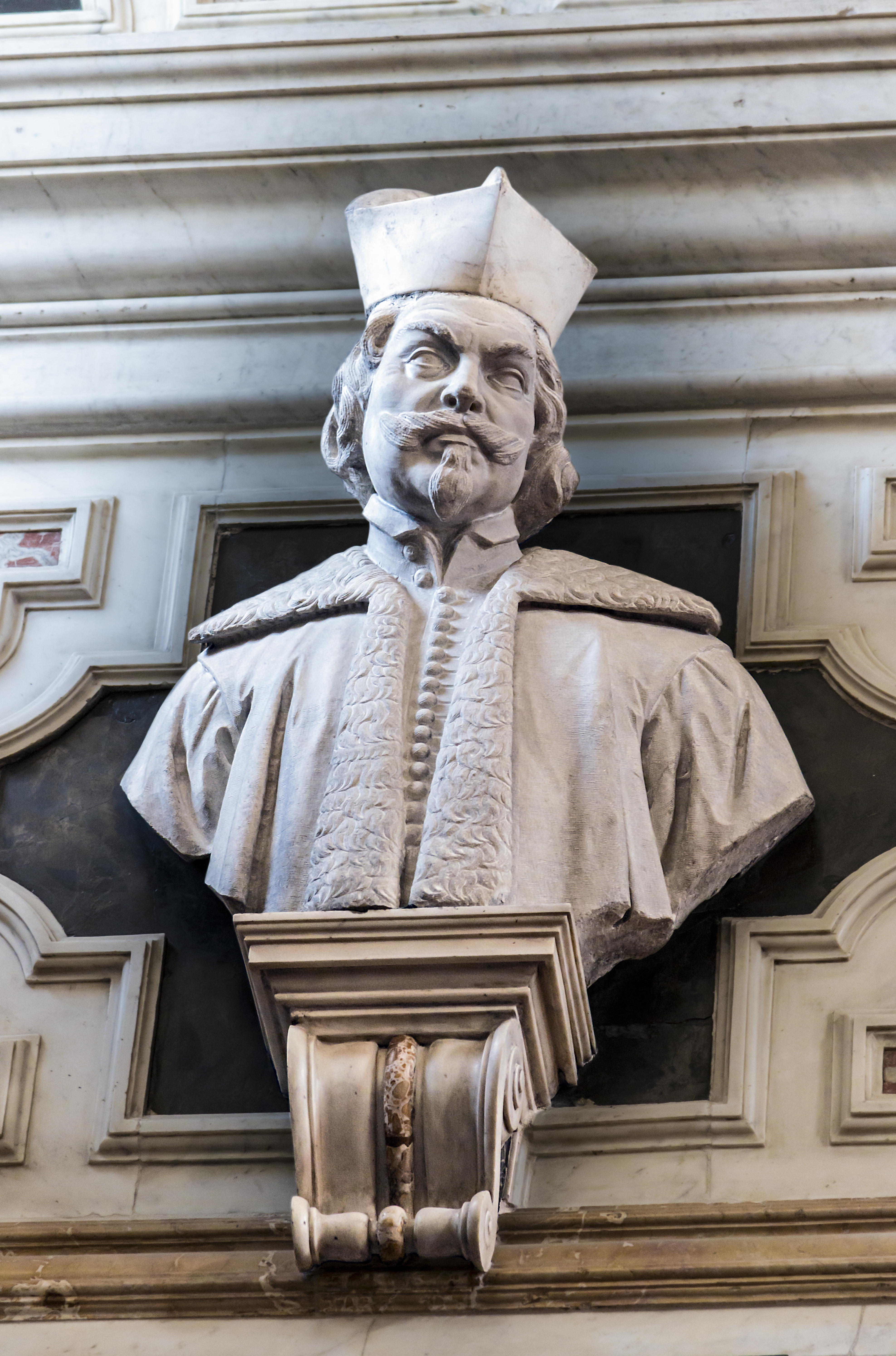
Le Buste de Sebastiano Venier par Bernardo Falconi
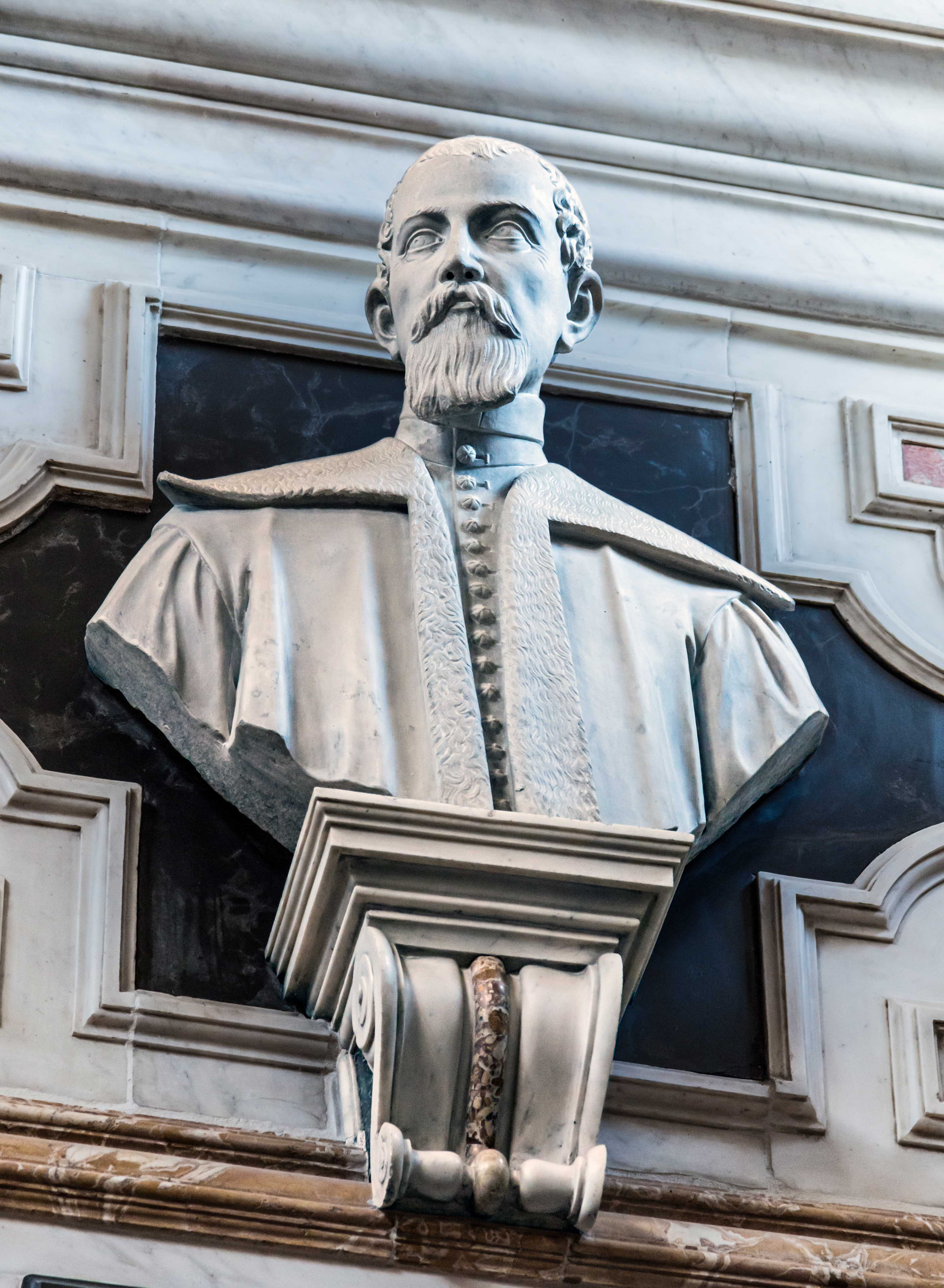
Le Buste d'Angelo Venier par Bernardo Falconi

### Le chœur
Le maître autel richement décoré et due à l'architecte GB Viviani, agrémenté plus tard par des ajouts du carme laïc Giuseppe Pozzo.
L'autel est soutenu par quatre anges avec les symboles de l'Eucharistie, un tabernacle en marbre orné de statues de bronze et de marbre polychrome. Derrière le tabernacle sur l'autel se dresse un petit temple à deux étages et un dôme, de Baldassare Longhena. Au centre, un petit tableau de sainte Marie de Nazareth, la patronne de l'église, avec des anges et les prophètes, peint au début du XVe siècle sur l'île du Lazzaretto Vecchio. L'ensemble complété par une construction en marbre polychrome soutenu par des colonnes en spirale, prolongé par un baldaquin en bois sculpté et garnitures en plomb dorée s'élève jusqu'au dôme.
Sur les frontons diverses statues : un Sauveur bénissant entre deux Sibylles allongées, œuvre de Giovanni Marchiori. À la partie inférieure : à droite, une statue de sainte Thérèse et à gauche saint Jean de la Croix, deux œuvres de B. Falcone.
Il existe de nombreuses statues des Sibylles, placées sur les parois latérales du chœur. Il y a un total de 10, auxquelles il faut ajouter les deux de l'autel soit 12 au total qui est une référence au nombre d'apôtres. La présence de la Sibylle, prophétesses païennes et figures mythologiques dans l'église est associée à la tradition chrétienne, surtout médiévale, qui consiste à interpréter leurs jugements pour anticiper la venue du Sauveur et de sa vie. Du côté gauche, trois Sibylles debout (Sybille Delphique, Persane, Libyque) et deux couchées sur le côté, sur le rebord (sibylle d'Érythrées et sibylle de Cumes), attribuées au sculpteur Giuseppe Torretto et à droite : les trois Sibylles debout (sibylle samienne, sibylle hellespontine et sibylle tiburtine) et deux, couchées sur le côté, sur le rebord (sibylle cimmérienne et phrygienne), attribuées au sculpteur Giovanni Marchiori. Récemment une étude a permis de réattribuer les sibylle hellespontine et sibylle tiburtine aux frères Paolo et Giuseppe Groppelli .
Derrière le chœur des frères : avec des fresques monochromatiques XVIIIe siècle travaux de Giuseppe et Domenico Valeriani. Ce sont ces deux auteurs qui ont peint La gloire des Anges du plafond du chœur.
Sur les parois latérales : la peinture de la Vierge en gloire et les Saints (XVIIe siècle) de M. Subleo et l'Extase de sainte Thérèse XVIIe siècle par Francesco Cairo.

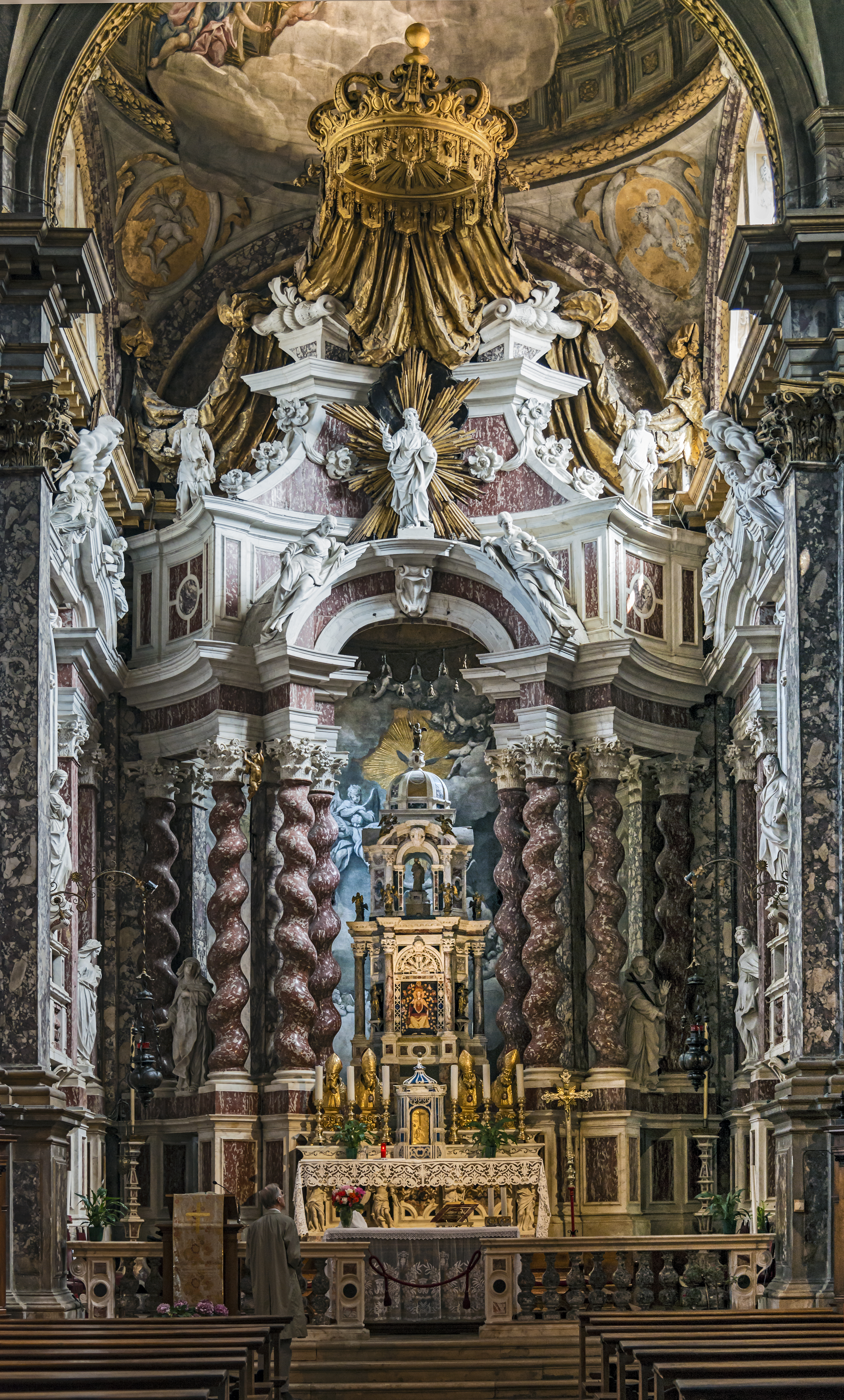
Le maître autel
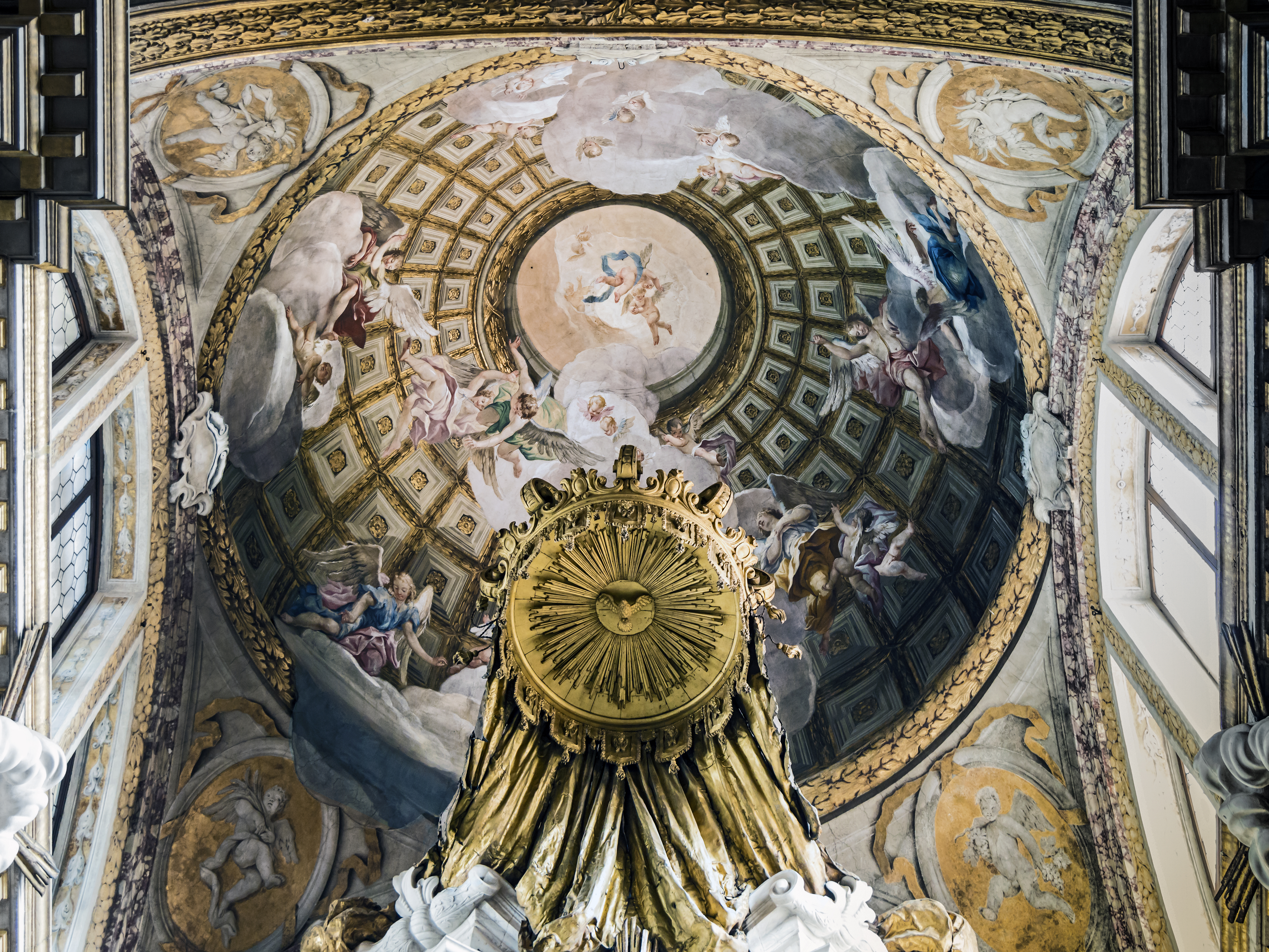
Le plafond du chœur
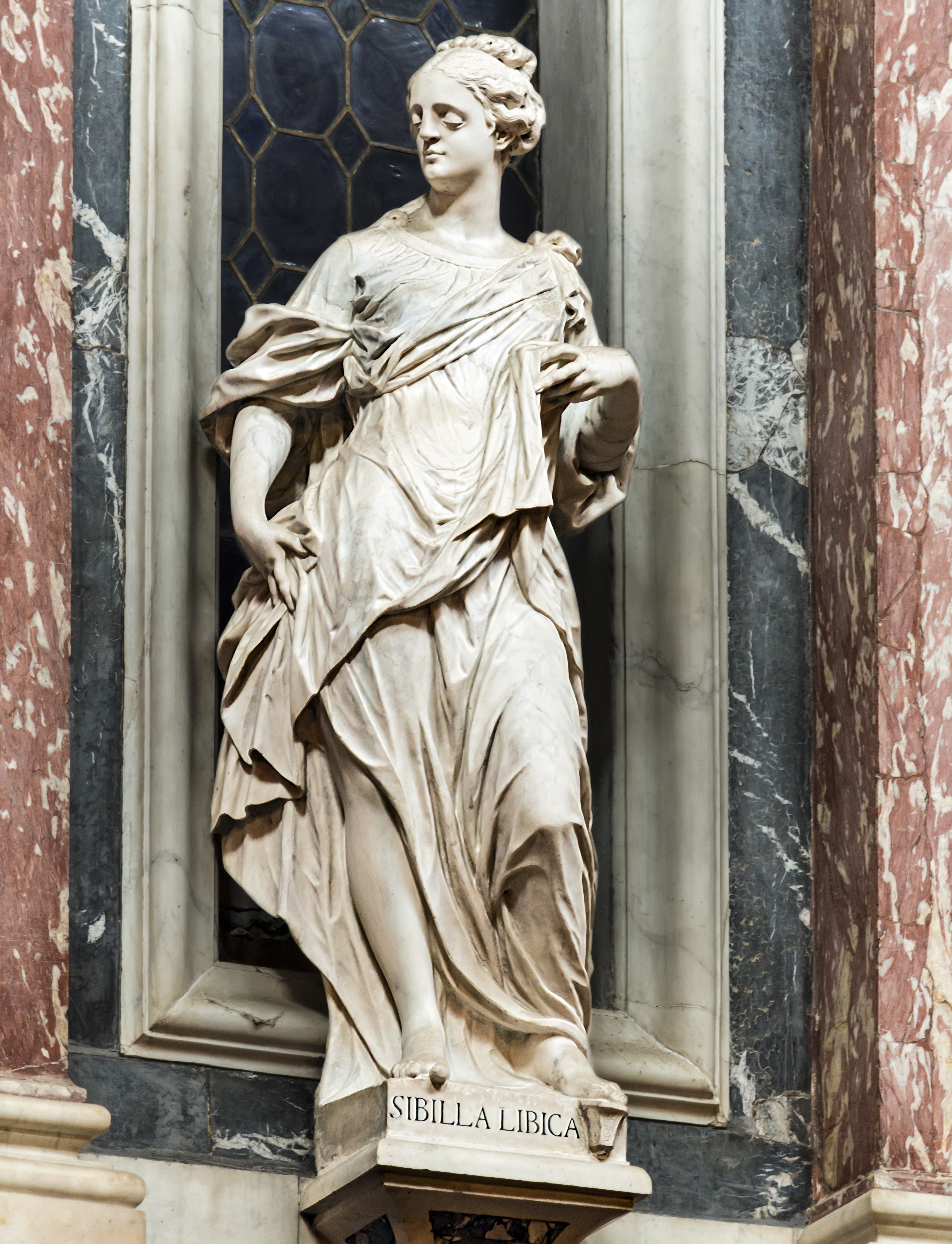
Sibylle Lybique Giuseppe Torretto
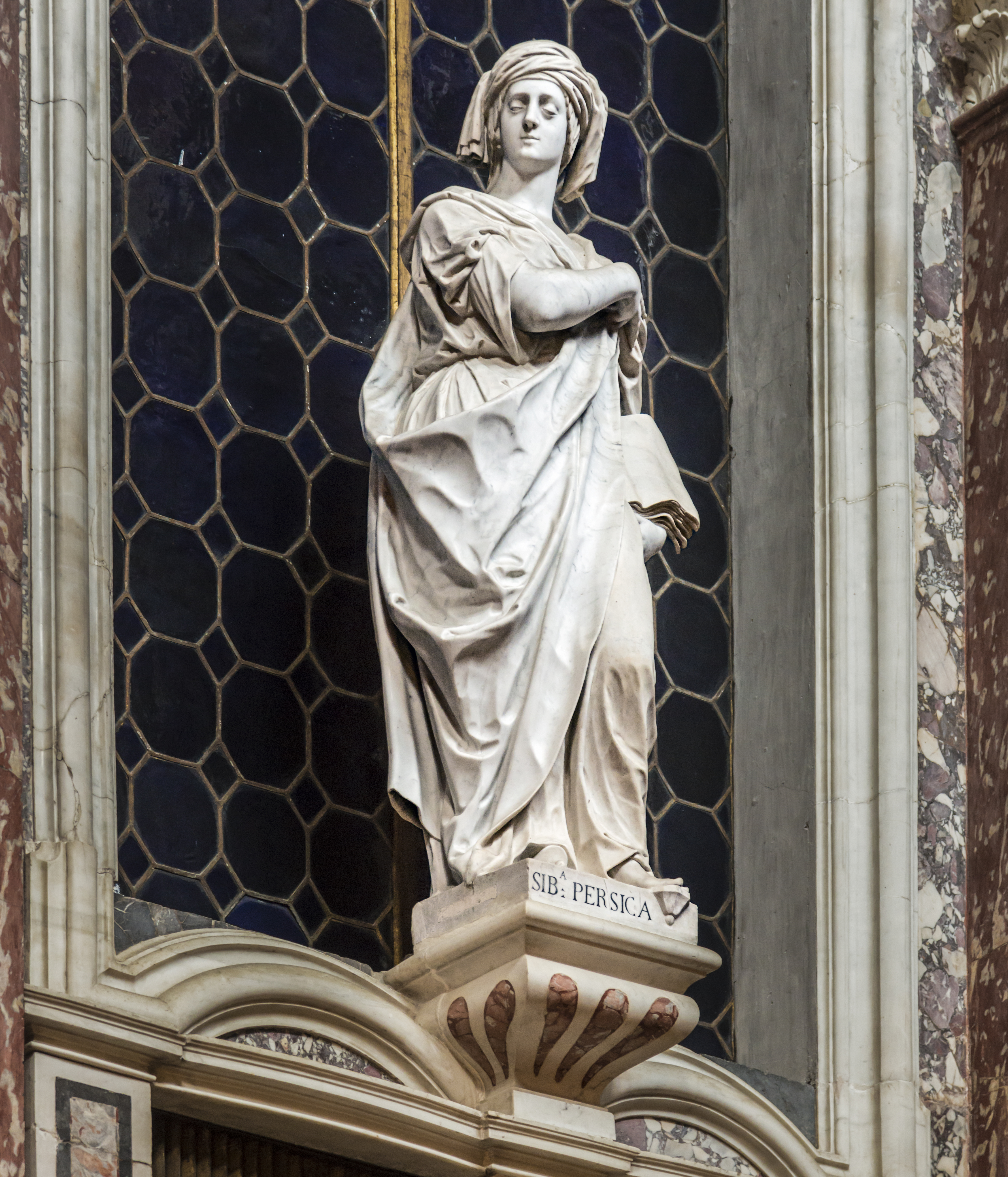
Sibylle Persique Giuseppe Torretto
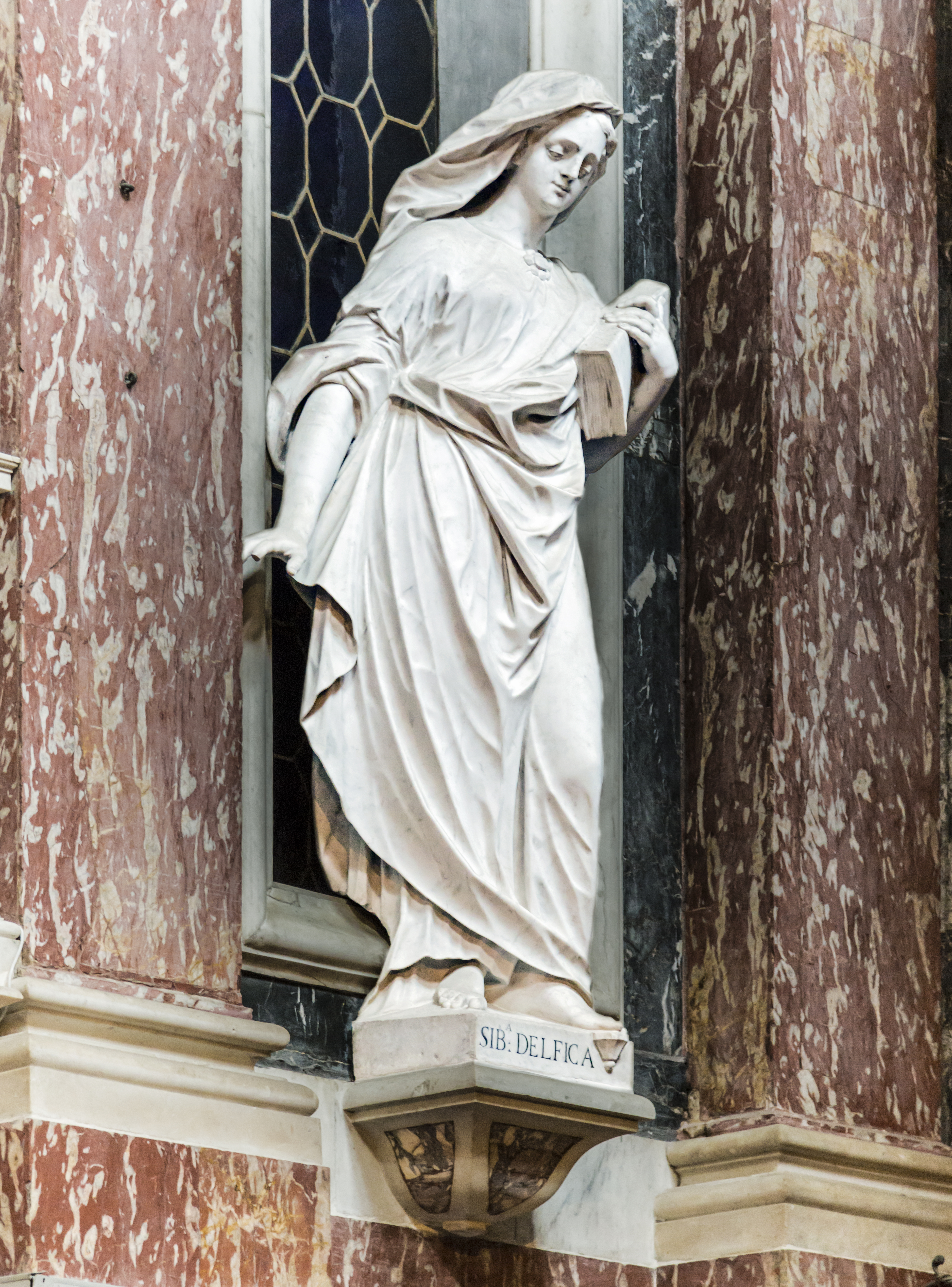
Sibylle Delphique Giuseppe Torretto
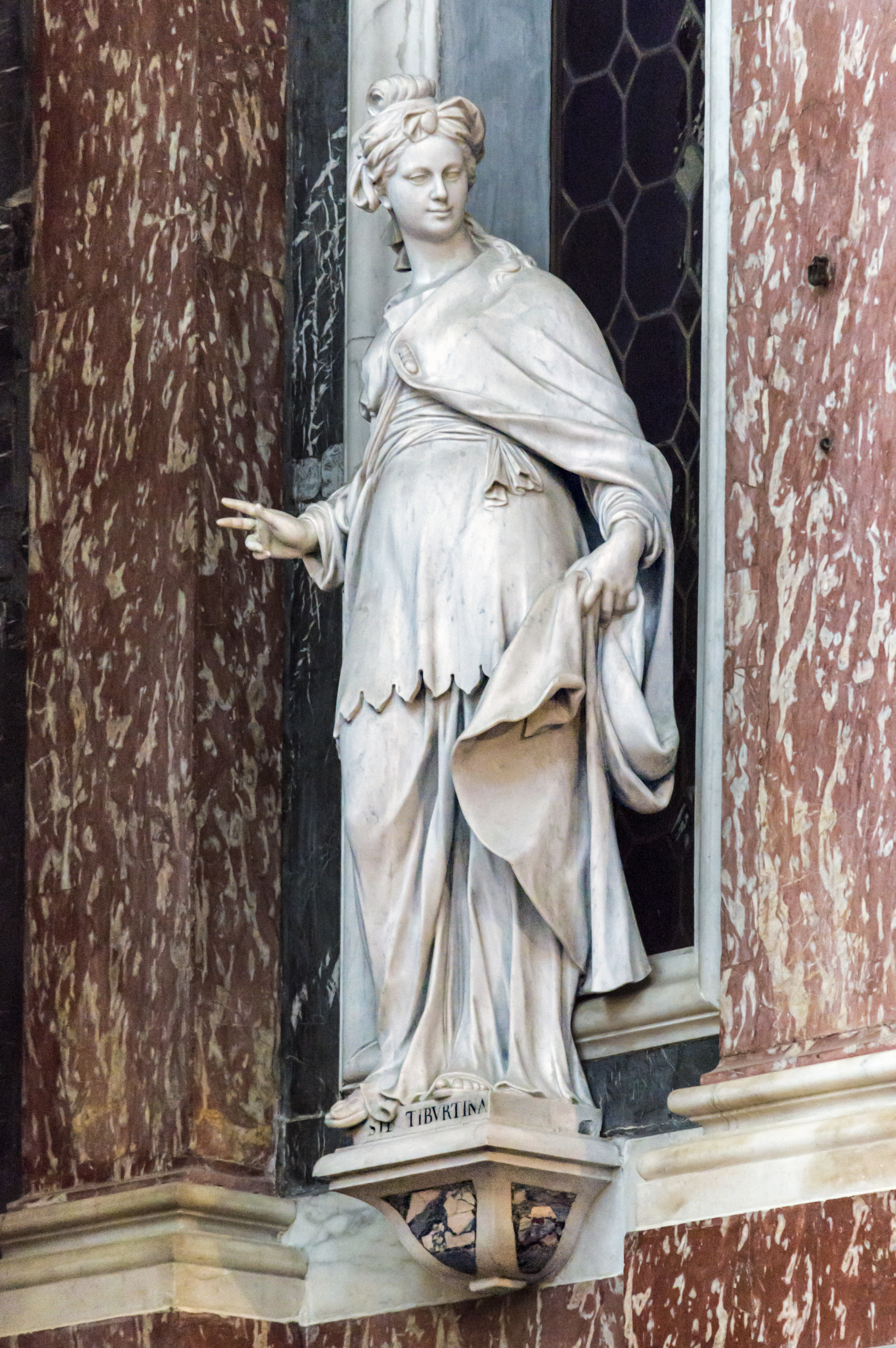
Sibylle Tiburtine par Paolo et Giuseppe Groppelli
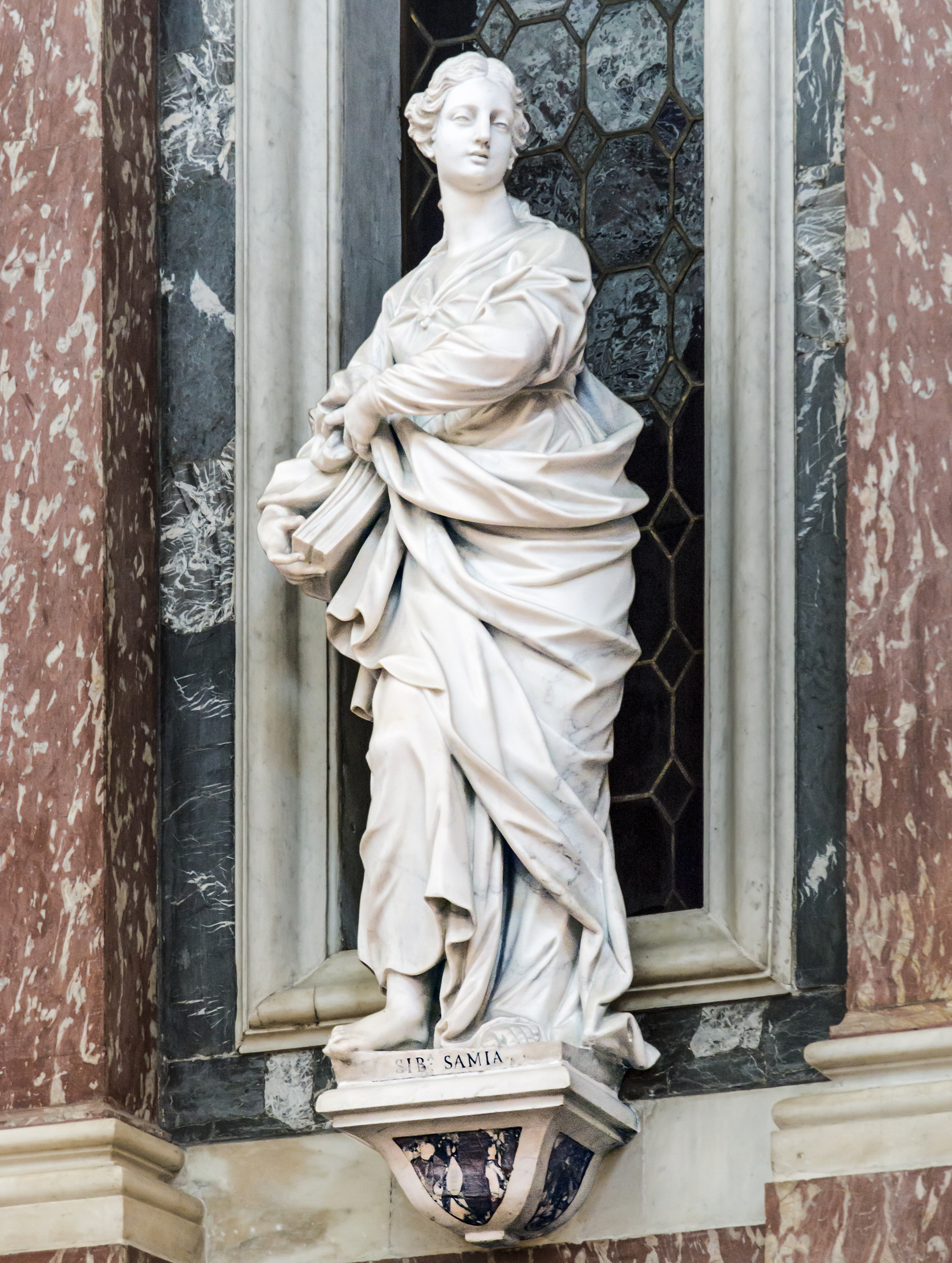
Sibylle samienne par Giovanni Marchiori
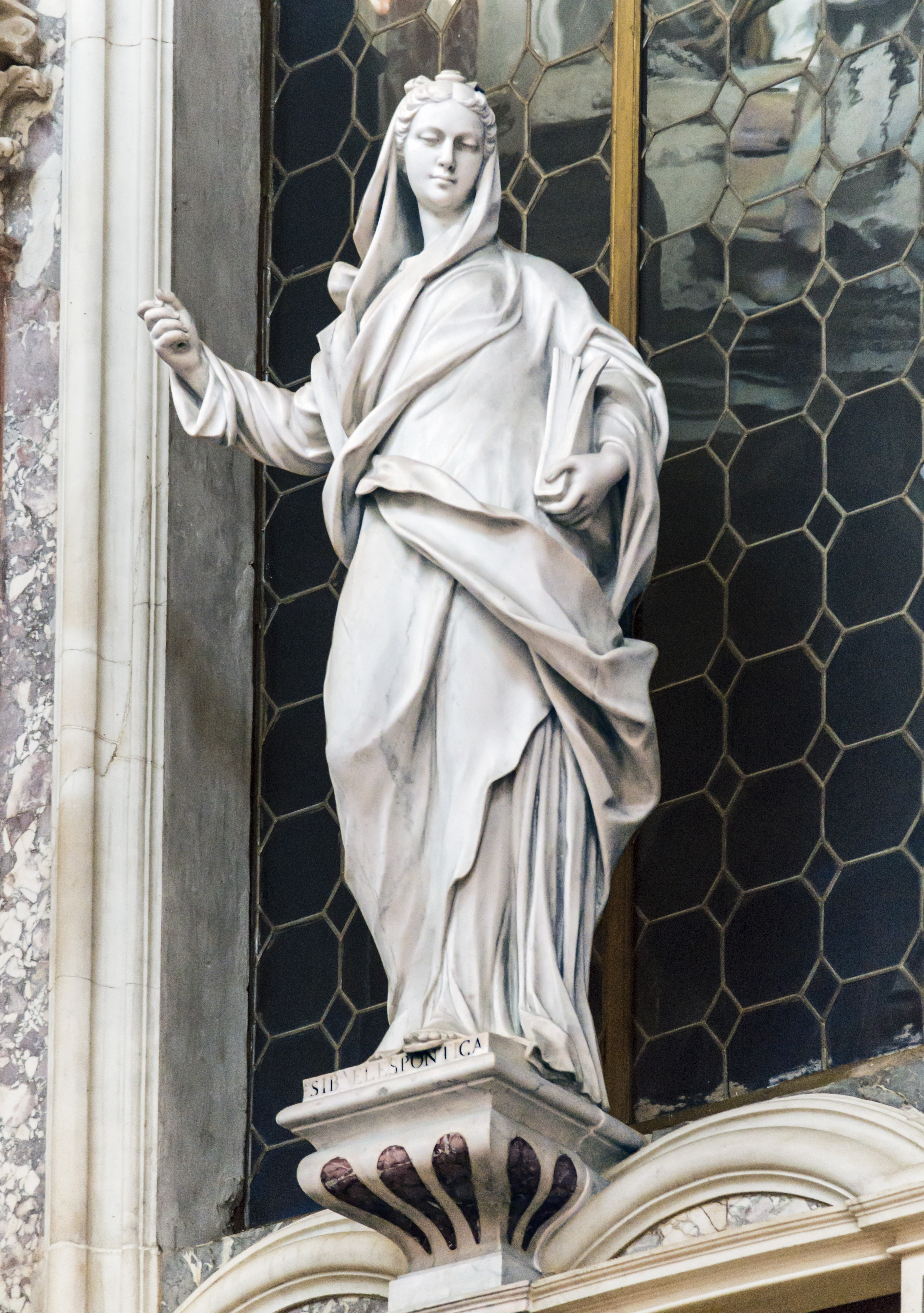
Sibylle hellespontine par Paolo et Giuseppe Groppelli